# Schmalspurbahn Freital-Hainsberg–Kurort Kipsdorf
Die Schmalspurbahn Freital-Hainsberg–Kurort Kipsdorf, auch Weißeritztalbahn, ist eine sächsische Schmalspurbahn im Osterzgebirge. Sie zweigt im Bahnhof Freital-Hainsberg von der Bahnstrecke Dresden–Werdau ab und führt im Tal der Roten Weißeritz über Dippoldiswalde und Schmiedeberg nach Kipsdorf. Die Strecke gilt heute als dienstälteste öffentlich betriebene Schmalspurbahn Deutschlands.
Die Strecke wurde beim Hochwasser im August 2002 so schwer beschädigt, dass der Bahnverkehr eingestellt werden musste. Nach einem langen, durch viele Verzögerungen geprägten Wiederaufbau wurde die Strecke von Freital-Hainsberg bis Dippoldiswalde ab Dezember 2008 wieder befahren. Die weitere Strecke bis Kurort Kipsdorf wurde im Juni 2017 wieder in Betrieb genommen.

## Geschichte

### Vorgeschichte
Ein erstes Bahnprojekt, das eine Streckenführung durch das Tal der Roten Weißeritz vorsah, wurde schon im Jahre 1865 vorgelegt. Damals wurde der Bau einer Hauptbahn von Dux nach Dresden für den Import der hochwertigen nordböhmischen Braunkohle diskutiert. Obwohl seinerzeit im Falle der Realisierung des Vorhabens eine Verzinsung von sechs Prozent des Anlagekapitals errechnet wurde, kam es nicht zur Ausführung. Gründe dafür waren vermutlich neben zu hohen Kosten die ungeklärte Frage der Trassierung am südlichen Steilabfall des Erzgebirges. Gebaut wurde die Strecke später weiter westlich im Tal der Freiberger Mulde als Bahnstrecke Nossen–Moldau.
Ein mittlerweile gegründetes Bahnbaukomitee in Dippoldiswalde forderte weiterhin eine Bahn im Tal der Roten Weißeritz. Mehrere Projekte sahen etwa Trassen in Verlängerung der Strecke der Albertsbahn (Dresden–Tharandt) als auch von Possendorf (Hänichener Kohlenbahn) vor. Vor allem eine bessere Transportmöglichkeit für das im Döhlener Becken benötigte Grubenholz wurde erwartet. Keines dieser Projekte wurde realisiert.
Am 11. April 1876 wandte sich das Dippoldiswalder Eisenbahnkomitee erneut an den Sächsischen Landtag. In einer Petition wurde der Bau einer Bahn von Dresden nach Schmiedeberg auf Staatskosten gefordert. Letztlich begannen im Dezember 1878 die Vermessungsarbeiten für eine normalspurige Secundärbahn von Hainsberg nach Schmiedeberg. Der Bau einer normalspurigen Bahn durch den Rabenauer Grund erwies sich allerdings wegen der Enge des Tales als unmöglich. Erörtert wurden deshalb Trassierungsvarianten von Niedersedlitz durch das Lockwitztal über Kreischa und Reinhardtsgrimma nach Dippoldiswalde. Nachteilig wäre hier die Notwendigkeit einer maximalen Neigung von 25 Promille gewesen, im Rabenauer Grund reichten 17 Promille aus. Angesichts dessen wurde wie bei der zur gleichen Zeit geplanten Strecke Wilkau–Kirchberg eine schmalspurige Ausführung der Strecke festgelegt. Am 11. Februar 1880 genehmigte die zweite Kammer des Sächsischen Landtags den Bau der beiden Schmalspurbahnen. Mit dieser Entscheidung betraten die Kgl. Sächsischen Staatseisenbahnen technisches Neuland, da es bislang nur wenige dem öffentlichen Verkehr dienende Schmalspurbahnen in Deutschland gab, so die Bröltalbahn und die Feldabahn.

### Bau und Eröffnung

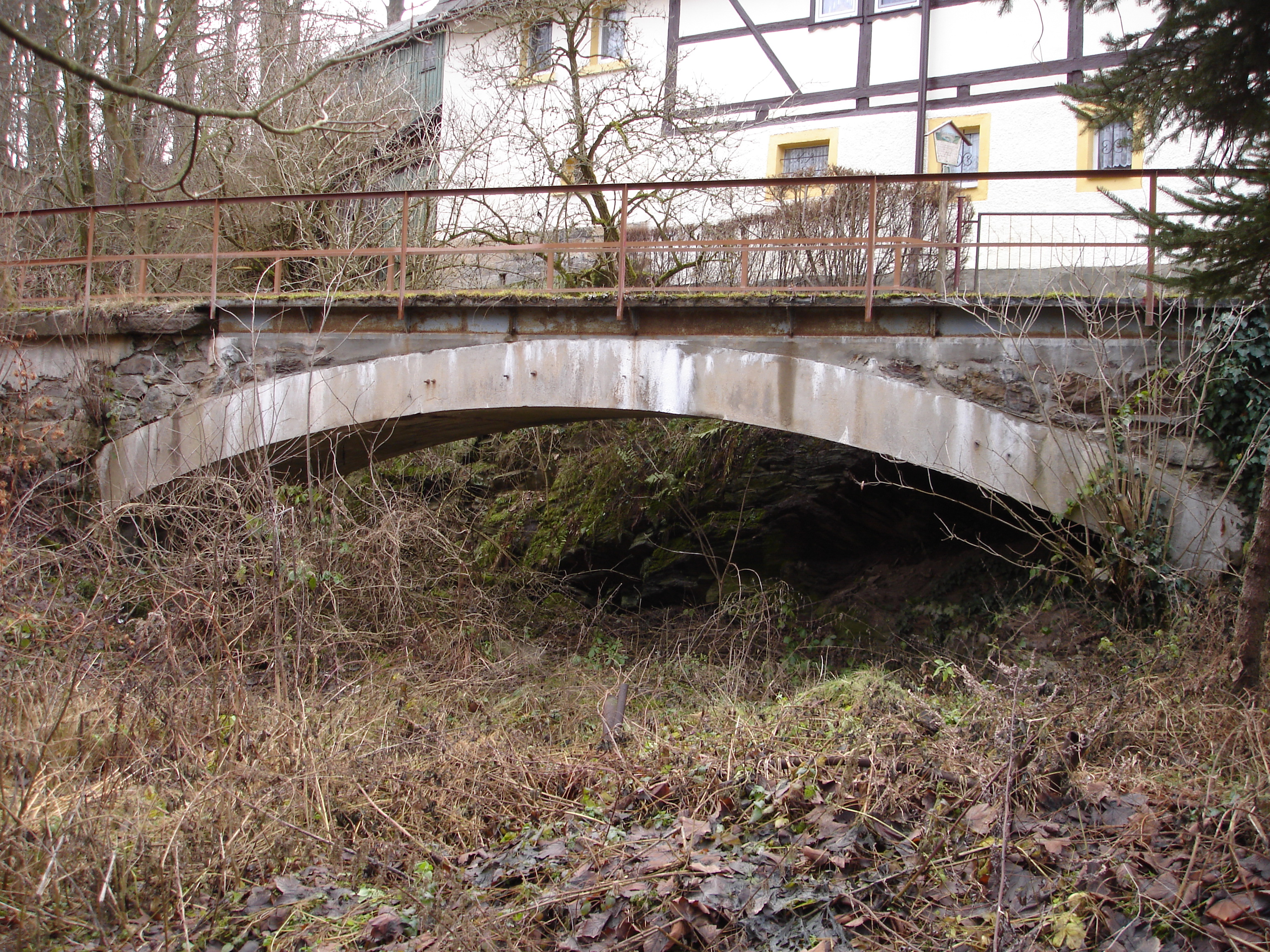
Die 1882 erbaute Mühlgrabenbrücke in Seifersdorf gilt heute als älteste Betonbrücke Deutschlands (2008)

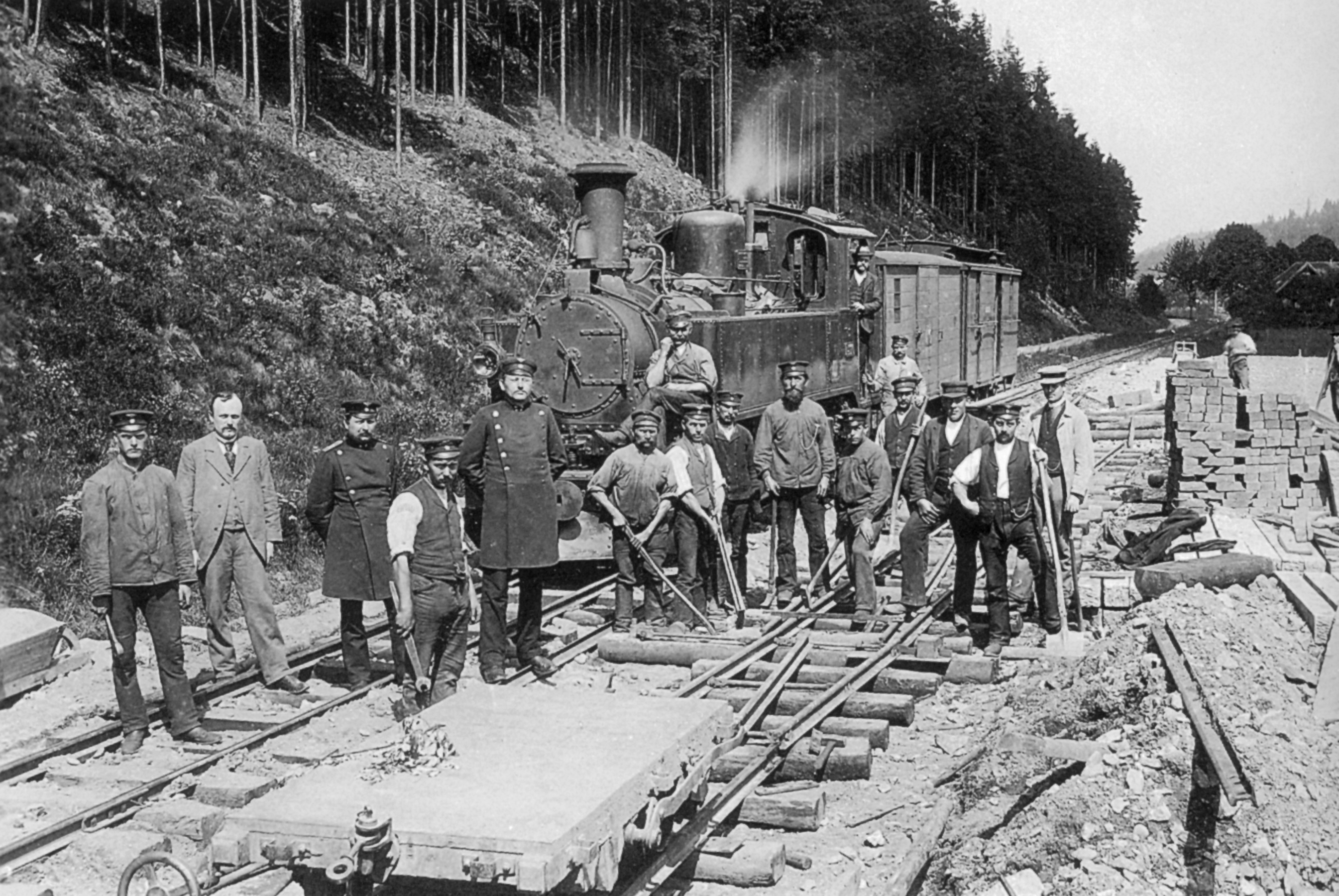
Bauzug mit Lok der Reihe IV K im Bahnhof Buschmühle (1900)

Hainsberg–Schmiedeberg
Im Frühjahr 1880 begannen die Vermessungsarbeiten an der vorgesehenen Trasse, die sich wegen des schlechten Wetters bis in den Herbst hinzogen. Anschließend fanden die Verhandlungen für die Enteignung der für den Bau benötigten Grundstücke statt. Die gesamte Strecke wurde in drei Baulose eingeteilt, wobei das dritte Los noch nicht genehmigt worden war:
- Los 1: Hainsberg–Dippoldiswalde
- Los 2: Dippoldiswalde–Schmiedeberg
- Los 3: Schmiedeberg–Kipsdorf

Die eigentlichen Bauarbeiten an den Losen 1 und 2 begannen am 16. Juli 1881 mit dem ersten Spatenstich an der Rabenauer Mühle. Schwierig gestalteten sich die Bauarbeiten vor allem im engen und felsigen Rabenauer Grund. Für die Erstellung der Bruchsteinmauern waren – wie seinerzeit vielfach üblich – darin erfahrene italienische Arbeiter beschäftigt. Für den Bau der Steinbogenbrücken waren einheimische Unternehmen mit entsprechenden Referenzen verpflichtet worden.
Am 9. Oktober 1882 waren schließlich die Gleise der ersten beiden Sektionen bis Schmiedeberg fertiggestellt. Fünf Tage später trafen die ersten beiden Lokomotiven in Hainsberg ein. Ein erster Probezug mit der Lokomotive Nr. 1 fuhr am 18. Oktober 1882 bis Naundorf. Die eigentliche Abnahmefahrt fand am 20. Oktober statt, dabei wurde der Eröffnungstermin auf den 1. November 1882 festgelegt.
Mit einem Festzug für geladene Gäste wurde die Strecke schließlich am 30. Oktober 1882 eingeweiht. Der planmäßige Zugverkehr begann am Tag darauf mit zunächst drei gemischten Zugpaaren zwischen Hainsberg und Schmiedeberg.
Schmiedeberg–Kipsdorf
Am 22. Oktober 1881 begannen schließlich die Vermessungsarbeiten auf der restlichen Trasse bis Kipsdorf. Zwischenzeitlich war durch die Zwitterstocksgesellschaft zu Altenberg eine weitere Verlängerung der Strecke bis Altenberg gefordert worden, was aber wegen zu hoher Kosten abgelehnt wurde. Altenberg erhielt später eine Eisenbahnverbindung durch das Müglitztal. Als unerwartet problematisch erwies sich die Trassierung oberhalb des Bahnhofes Schmiedeberg, wo die ursprünglich vorgesehene Streckenführung eine Maximalneigung von 40 Promille bedingt hätte. Am 3. April 1882 genehmigte die Ständeversammlung schließlich die Verlängerung bis Kipsdorf.
Am 3. September 1883 war die Schmalspurbahn bis zum heutigen Endpunkt Kipsdorf fertiggestellt.

### Die ersten Betriebsjahre

Zug mit II K im alten Bahnhof Schmiedeberg (um 1900)

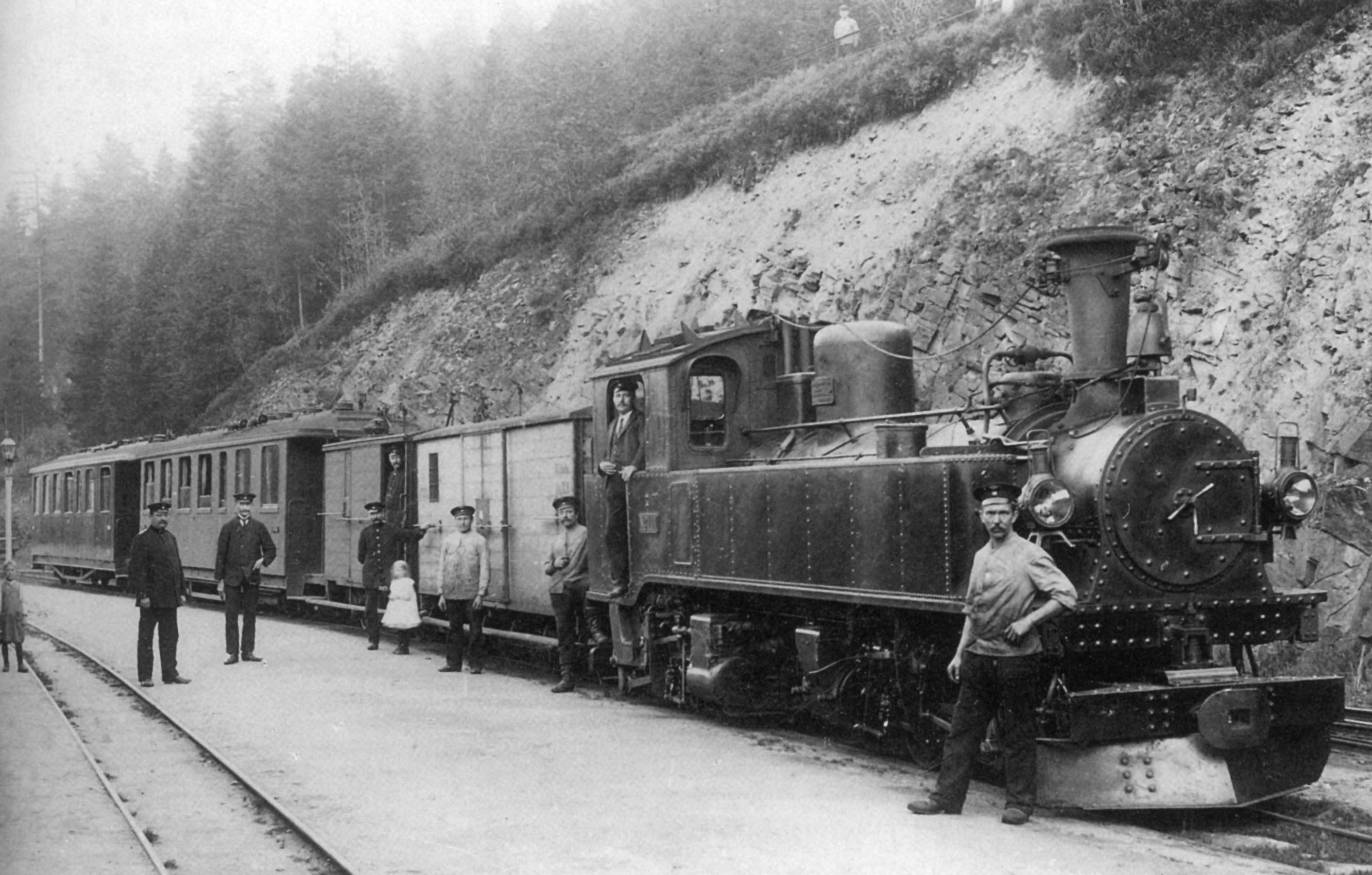
Zug mit IV K 111 in Kipsdorf (1909)

Von Anfang an wurde die Schmalspurbahn von der Bevölkerung und dem ansässigen Gewerbe rege genutzt. Obwohl so ursprünglich nicht vorgesehen, musste schon bald die Mehrzahl der Züge zur Bewältigung des Verkehrsaufkommens mit Vorspannlokomotive gefahren werden. Zudem mussten schon 1883 einige Stationen mit längeren Ladegleisen ausgestattet werden.
Eine Zäsur bedeutete das Jahrhunderthochwasser vom 29. Juli 1897, das enorme Schäden an der Strecke hinterließ. Fast alle der 40 Brücken der Weißeritztalbahn wurden beschädigt oder gar zerstört. Die Wiederaufbauarbeiten begannen schon nach wenigen Tagen. Bereits am 25. August 1897 fuhren wieder Reisezüge zwischen Hainsberg und Rabenau. Nach nur knapp zwei Monaten – am 10. September 1897 – war die Gesamtstrecke auf provisorische Weise wieder befahrbar. Die Wiederaufbauarbeiten dauerten noch bis in das Jahr 1898 an, so musste etwa im Bahnhof Spechtritz die Stützmauer zur Weißeritz neu errichtet werden. Ein weiteres Hochwasser, bei dem es Schäden am Gleis der Weißeritztalbahn gab, ereignete sich am 14. September 1899.
Der Bahnhof Hainsberg wurde zwischen 1901 und 1911 im Zuge des Umbaus der Bahnstrecke Dresden–Werdau um etwa einhundert Meter in Richtung Potschappel verlegt. (Dies erklärt die negative Kilometrierung am Startpunkt der Strecke.) Das alte Bahnsteigdach wurde dabei nach Dippoldiswalde versetzt.
Schon vor der Jahrhundertwende wurde auf der Weißeritztalbahn die Einführung des Rollbockverkehrs geplant, um in den Schmalspurzügen auch normalspurige Güterwagen befördern zu können. 1902 erfolgte in Hainsberg der Bau der Rollbockgrube. Rollbockverkehr fand zunächst nur bis Coßmannsdorf zur Bedienung der Spinnerei und des Steinbruches statt, da im weiteren Verlauf der Strecke erst ein größeres Lichtraumprofil hergestellt werden musste. Neben der Vergrößerung der Gleismittenabstände in den Bahnhöfen mussten auf freier Strecke etliche Felsvorsprünge beseitigt werden. Der Tunnel am Einsiedlerfelsen wurde in dem Zusammenhang von Juni bis Juli 1905 restlos abgetragen, da sich ein Aufweiten der Tunnelröhre nicht lohnte. Seit dem 11. Januar 1906 erreichten aufgebockte Regelspurwagen Spechtritz, am 12. November 1906 Dippoldiswalde, am 12. Juni 1907 auch den Endpunkt Kipsdorf.
Im Februar 1907 wurde die Umsetzanlage in Hainsberg für den geplanten Einsatz der neu konzipierten Rollwagen nochmals umgebaut.

### Der Bau der Talsperre Malter
| \| \| \| von Hainsberg \| \| \| \| 6,758 \| Spechtritz \| Spechtritz \| \| \| 6,847 \| (Beginn Neubautrasse) \| (Beginn Neubautrasse) \| \| \| \| \| \| \| \| 7,999 \| Rote Weißeritz (13 m) \| Rote Weißeritz (13 m) \| \| \| 8,176 \| Rote Weißeritz (13 m) \| Rote Weißeritz (13 m) \| \| \| 8,650 \| Mittelgrundbach (3 m) \| Mittelgrundbach (3 m) \| \| \| \| (Neubautrasse) \| \| \| \| 8,790 \| Seifersdorf \| Seifersdorf \| \| \| 8,769 \| Dorfbach (3 m) \| Dorfbach (3 m) \| \| \| 8,919 \| Mühlgraben (10 m) \| Mühlgraben (10 m) \| \| \| 9,048 \| Mühlgraben (14 m) \| Mühlgraben (14 m) \| \| \| 9,868 \| Gründelbach (3 m) \| Gründelbach (3 m) \| \| \| 10,60 \| Wendisch Carsdorf \| Wendisch Carsdorf \| \| \| \| (Lage der Staumauer) \| \| \| \| 11,30 \| Malter Ldst \| Malter Ldst \| \| \| 11,480 \| Malter \| Malter \| \| \| 10,360 \| Rote Weißeritz (25 m) \| Rote Weißeritz (25 m) \| \| \| \| \| \| \| \| 13,766 \| (Ende Neubautrasse) \| (Ende Neubautrasse) \| \| \| \| nach Kipsdorf \| \| |        |                       |                       |
| Strecke |        | von Hainsberg         | von Hainsberg         |
| Haltepunkt / Haltestelle | 6,758  | Spechtritz            | Spechtritz            |
| Kilometer-Wechsel | 6,847  | (Beginn Neubautrasse) | (Beginn Neubautrasse) |
| Abzweig ehemals geradeaus und nach rechts |        |                       |                       |
| Brücke (Strecke außer Betrieb) | 7,999  | Rote Weißeritz (13 m) | Rote Weißeritz (13 m) |
| Brücke (Strecke außer Betrieb) | 8,176  | Rote Weißeritz (13 m) | Rote Weißeritz (13 m) |
| Brücke (Strecke außer Betrieb) | 8,650  | Mittelgrundbach (3 m) | Mittelgrundbach (3 m) |
| Kreuzung geradeaus unten (Strecke geradeaus außer Betrieb) |        | (Neubautrasse)        | (Neubautrasse)        |
| Bahnhof (Strecke außer Betrieb) | 8,790  | Seifersdorf           | Seifersdorf           |
| Brücke (Strecke außer Betrieb) | 8,769  | Dorfbach (3 m)        | Dorfbach (3 m)        |
| Brücke (Strecke außer Betrieb) | 8,919  | Mühlgraben (10 m)     | Mühlgraben (10 m)     |
| Brücke (Strecke außer Betrieb) | 9,048  | Mühlgraben (14 m)     | Mühlgraben (14 m)     |
| Brücke (Strecke außer Betrieb) | 9,868  | Gründelbach (3 m)     | Gründelbach (3 m)     |
| Dienststation / Betriebs- oder Güterbahnhof (Strecke außer Betrieb) | 10,60  | Wendisch Carsdorf     | Wendisch Carsdorf     |
| Grenze (Strecke außer Betrieb) |        | (Lage der Staumauer)  | (Lage der Staumauer)  |
| Dienststation / Betriebs- oder Güterbahnhof (Strecke außer Betrieb) | 11,30  | Malter Ldst           | Malter Ldst           |
| Bahnhof (Strecke außer Betrieb) | 11,480 | Malter                | Malter                |
| Brücke (Strecke außer Betrieb) | 10,360 | Rote Weißeritz (25 m) | Rote Weißeritz (25 m) |
| Abzweig ehemals geradeaus und von links |        |                       |                       |
| Kilometer-Wechsel | 13,766 | (Ende Neubautrasse)   | (Ende Neubautrasse)   |
| Strecke |        | nach Kipsdorf         | nach Kipsdorf         |

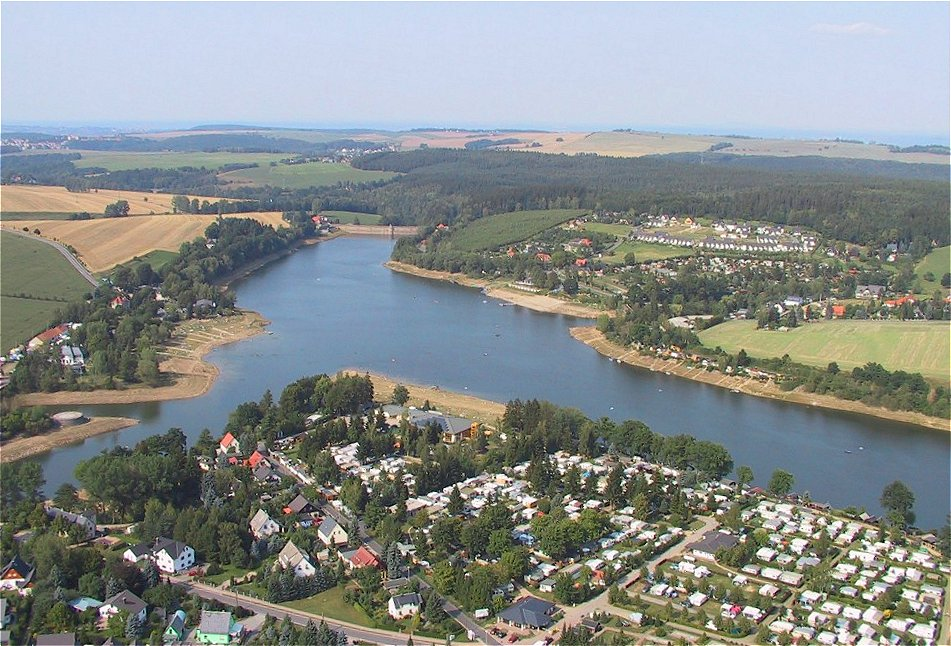
Die Talsperre Malter; das Gleis der Weißeritztalbahn verläuft seit 1912 am rechten Ufer

Die Talsperre Malter war Teil eines Hochwasserschutzkonzeptes im Osterzgebirge, das nach dem verheerenden Hochwasser von 1897 umgesetzt wurde. Die Staumauer wurde in den Jahren 1908 bis 1913 unterhalb des Dorfes Malter errichtet. Zwischen Spechtritz und Dippoldiswalde musste die Strecke deshalb oberhalb des geplanten Stausees neu trassiert werden.
Schon beim Bau der Strecke hatten die Gemeinden Oelsa, Wendisch Carsdorf und Oberhäslich eine Streckenführung durch das Oelsabachtal gefordert. Umso mehr hofften diese Orte nunmehr, dass die umzulegende Strecke im Oelsabachtal errichtet würde. Am 27. Juni richteten die drei Gemeinden eine entsprechende Petition an die Amtshauptmannschaft Dresden-Altstadt. Letztlich wurde diese Streckenführung wegen der ungünstigen Neigungsverhältnisse und dem dort geplanten Bau einer weiteren Talsperre abgelehnt.

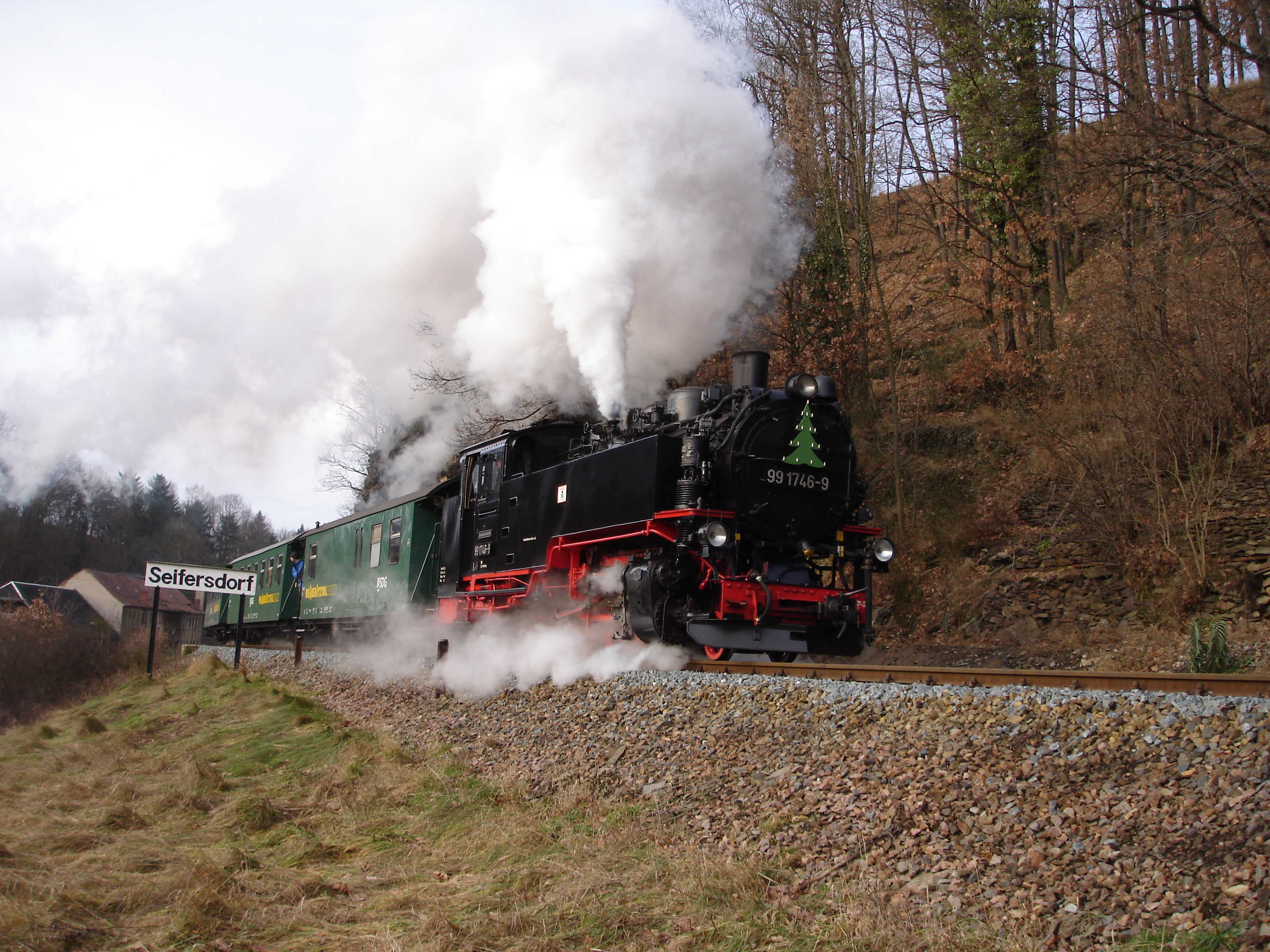
Ausfahrt Seifersdorf (2008)

Die neue Trasse wurde parallel zur alten mit einer Neigung von 20 Promille im Tal der Roten Weißeritz vorgesehen. In den Jahren 1909 und 1910 wurden die benötigten Flurstücke enteignet. Kurz darauf begann der Bau der neuen Trasse. Die Hanglage der neuen Strecke erforderte umfangreiche Erdarbeiten, Felsssprengungen und den Bau von vier großen Brücken. Im Bereich des Stausees wurde das Gleis zwei Meter über dem höchsten Wasserspiegel trassiert.
Am 15. April 1912 wurde die neue Strecke mit einem Sonderzug eröffnet. Das alte Gleis von Spechtritz bis zur Sperrmauer wurde fortan noch als Anschlussgleis zur Baustelle genutzt. Später wurde dort ein Wanderweg eingerichtet.

### Neutrassierung zwischen Obercarsdorf und Buschmühle
| \| \| \| von Hainsberg \| \| \| \| 18,460 \| Obercarsdorf \| Obercarsdorf \| \| \| 18,980 \| (Beginn Neubautrasse) \| (Beginn Neubautrasse) \| \| \| \| \| \| \| \| 20,306 \| Rote Weißeritz \| Rote Weißeritz \| \| \| 20,680 \| Naundorf b Schmiedeberg \| Naundorf b Schmiedeberg \| \| \| 20,832 \| Rote Weißeritz \| Rote Weißeritz \| \| \| 21,194 \| Rote Weißeritz \| Rote Weißeritz \| \| \| 21,520 \| Schmiedeberg \| Schmiedeberg \| \| \| \| Anst Eisenwerk Schmiedeberg \| \| \| \| 22,899 \| Rote Weißeritz \| Rote Weißeritz \| \| \| \| \| \| \| \| 23,117 \| (Ende Neubautrasse) \| (Ende Neubautrasse) \| \| \| \| nach Kipsdorf \| \| |        |                             |                             |
| Strecke |        | von Hainsberg               | von Hainsberg               |
| Bahnhof | 18,460 | Obercarsdorf                | Obercarsdorf                |
| Kilometer-Wechsel | 18,980 | (Beginn Neubautrasse)       | (Beginn Neubautrasse)       |
| Abzweig ehemals geradeaus und nach rechts |        |                             |                             |
| Brücke (Strecke außer Betrieb) | 20,306 | Rote Weißeritz              | Rote Weißeritz              |
| Haltepunkt / Haltestelle (Strecke außer Betrieb) | 20,680 | Naundorf b Schmiedeberg     | Naundorf b Schmiedeberg     |
| Brücke (Strecke außer Betrieb) | 20,832 | Rote Weißeritz              | Rote Weißeritz              |
| Brücke (Strecke außer Betrieb) | 21,194 | Rote Weißeritz              | Rote Weißeritz              |
| Bahnhof (Strecke außer Betrieb) | 21,520 | Schmiedeberg                | Schmiedeberg                |
| Abzweig geradeaus und von links (Strecke außer Betrieb) |        | Anst Eisenwerk Schmiedeberg | Anst Eisenwerk Schmiedeberg |
| Brücke (Strecke außer Betrieb) | 22,899 | Rote Weißeritz              | Rote Weißeritz              |
| Abzweig ehemals geradeaus und von rechts |        |                             |                             |
| Kilometer-Wechsel | 23,117 | (Ende Neubautrasse)         | (Ende Neubautrasse)         |
| Strecke |        | nach Kipsdorf               | nach Kipsdorf               |

Nach 1900 wuchs die heute noch existierende Gießerei in Schmiedeberg von einem Kleinbetrieb zu einem Großunternehmen. Damit stieg die Güterverkehrsleistung für die Gießerei immer mehr an. Deshalb erhielt der Bahnhof Schmiedeberg um 1907 längere Kreuzungs- und Ladegleise, für größere Erweiterungen fehlte der Platz. Um 1910 kam der Bahnhof Schmiedeberg schließlich an seine Kapazitätsgrenze. Oft musste der Güterumschlag unmittelbar auf der heutigen Bundesstraße 170 erfolgen. Jetzt erwies sich die in Straßenseitenlage trassierte Strecke in der Ortslage Schmiedeberg zunehmend als Verkehrshindernis. Wegen zu geringer Gleisabstände war zudem das Kreuzen von Zügen mit beladenen Rollwagen verboten.

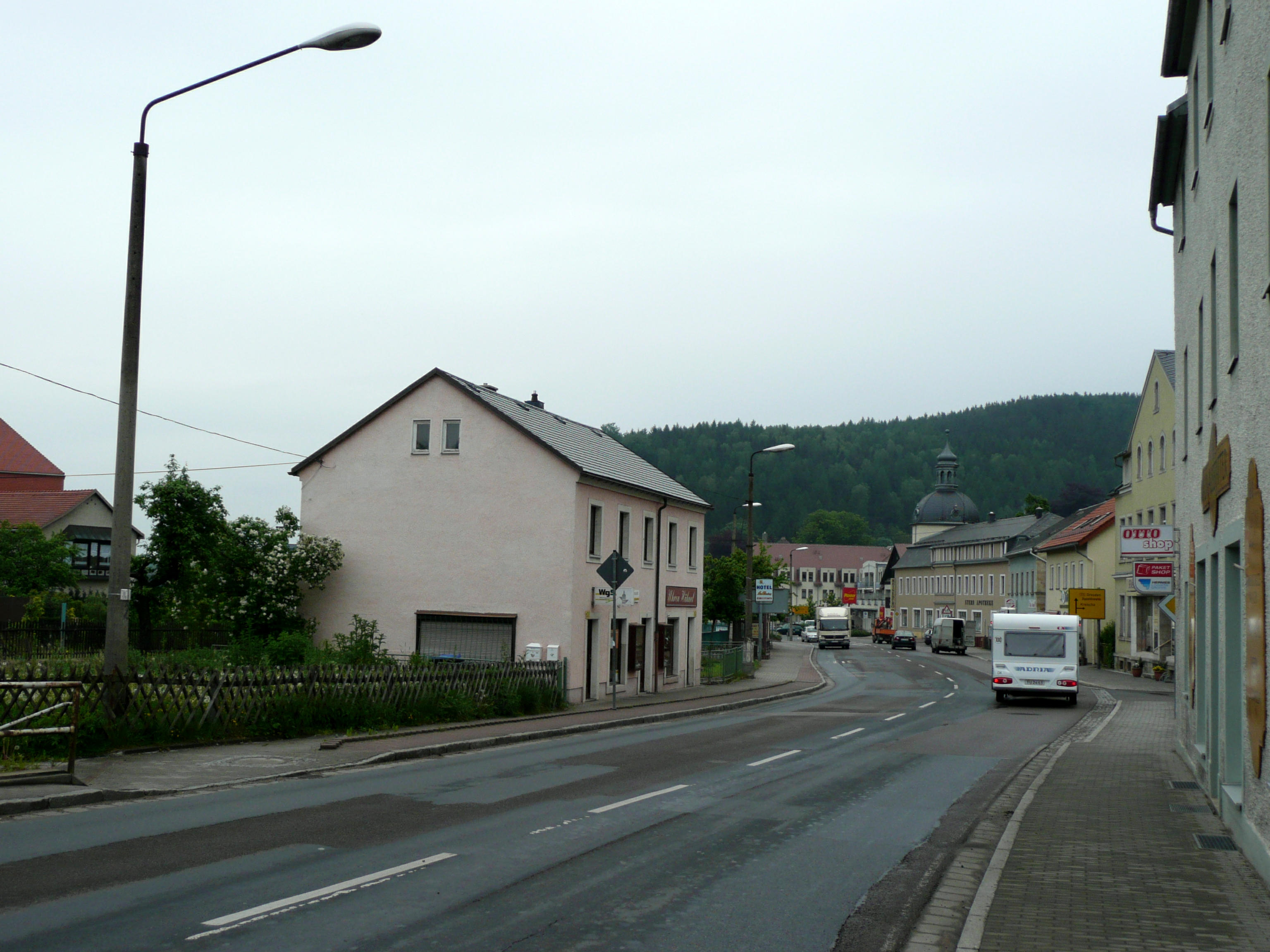
Schmiedeberg mit der Bundesstraße 170 heute; am rechten Straßenrand befand sich bis 1924 die Bahntrasse

Erste Planungen für eine Neutrassierung am Talhang gab es im Jahr 1909. Die Umsetzung des Vorhabens wurde jedoch erst im Zusammenhang mit dem begonnenen Bau der Pöbeltalbahn nach dem Ersten Weltkrieg Realität. Die Enteignung der benötigten Grundstückes erfolgte im Laufe des Jahres 1919.
Wegen der hohen Arbeitslosigkeit nach dem Ersten Weltkrieg begannen die Bauarbeiten 1920 in Regie der nunmehr gegründeten Deutschen Reichsbahn (DR) als Notstandsarbeit. 125 Arbeitslose aus Schmiedeberg und Umgebung fanden auf der Baustelle eine neue Beschäftigung. In Schmiedeberg entstand über der Einmündung des Pöbeltales ein Viadukt, ansonsten kam die Neubautrasse ohne größere Kunstbauten aus. Die Arbeiten verzögerten sich mehrfach, so durch die beginnende Hyperinflation zu Beginn der 1920er Jahre wie auch durch schneereiche Winter. Am 23. Dezember 1923 kam der Streckenbau schließlich gänzlich zum Erliegen.
Im April 1924 wurden die Arbeiten fortgesetzt, die sich noch bis in den November hinzogen. Probleme bereitete zum Schluss noch die Einbindung der neuen Trasse in den Bahnhof Obercarsdorf. Dort musste der gesamte südliche Bahnhofskopf bei laufendem Betrieb umgebaut werden. Am 1. Dezember 1924 verließ um 12:20 Uhr der letzte Zug den alten Bahnhof Schmiedeberg. Danach wurde die neue Strecke in Obercarsdorf mit dem Einschub der schon bereitliegenden Weiche eingebunden. Der planmäßige nachmittägliche Gegenzug fuhr kurz nach 15 Uhr schon auf dem neuen Streckenabschnitt.
Der alte Streckenabschnitt wurde bis zum 1. Februar 1925 vollständig abgebrochen. Zwischen Obercarsdorf und der Einmündung des Pöbeltales wird die Trasse heute als Radweg nachgenutzt.

### Im Betrieb der Deutschen Reichsbahn bis zum Ende des Zweiten Weltkrieges
Die 1920er und 1930er Jahre waren vor allem durch eine umfassende Modernisierung und Kapazitätserweiterung der Strecke geprägt. Mit der Indienststellung neuer, moderner Wagen und leistungsfähiger Lokomotiven avancierte die Strecke nunmehr zur modernsten sächsischen Schmalspurbahn. Der in den Jahren 1933 bis 1934 durchgeführte Um- und Neubau des Bahnhofes Kipsdorf beseitigte schließlich das letzte betriebliche Nadelöhr der Strecke. Ab diesem Zeitpunkt war der Einsatz bis zu 56 Achsen starker Reisezüge berg- und talwärts zugelassen. Vor allem im Wintersportverkehr verkehrten planmäßig Reisezüge, die aus 13 Personenwagen und einem Gepäckwagen bestanden. Diese Züge boten über 550 Sitzplätze.
Mit dem Beginn des Zweiten Weltkrieges wurde ein Teil des Personals zur Wehrmacht eingezogen. Damit einhergehend kam es im Laufe des Krieges zu immer mehr Einschränkungen im Zugverkehr. So waren etwa im Jahresfahrplan 1944/45 täglich nur noch fünf Reisezugpaare auf der Gesamtstrecke enthalten. Von direkten Kriegseinwirkungen blieb die Strecke verschont.
Mit der Besetzung der Region durch die Rote Armee kam der Zugverkehr im Mai 1945 schließlich gänzlich zum Erliegen.

### Der Neubeginn nach dem Zweiten Weltkrieg
Schwierig war der Neubeginn nach dem Zweiten Weltkrieg. Die meisten Lokomotiven waren schadhaft abgestellt, da eine Instandsetzung im zuständigen Raw Chemnitz wegen der dortigen starken Kriegszerstörungen vorerst nicht möglich war. So führten die Eisenbahner die notwendigen Reparaturen selbst aus, um wenigstens einen eingeschränkten Betrieb zu ermöglichen.
Der Zugverkehr wurde nach Kriegsende am 15. Juni 1945 wieder aufgenommen. Die Züge wurden vor allem zu Hamsterfahrten, aber auch von Berufspendlern genutzt. An einen Ausflugsverkehr war vorerst nicht zu denken. Im Jahr 1946 musste ein Teil der Lokomotiven als Reparationsleistung an die Sowjetunion abgegeben werden.
Ein erheblicher Verkehrszuwachs im Personen- und Güterverkehr war durch die Aufnahme des Uranerzbergbaues im Revier Niederpöbel durch die sowjetische Wismut AG im Jahr 1948 zu verzeichnen. Zu den Schichtwechseln verkehrten zum Teil besondere Züge, die den dort beschäftigten Bergarbeitern vorbehalten waren. Langsam normalisierte sich der Verkehr wieder.
In den 1950er Jahren erlangte die Strecke zudem ihre alte Bedeutung im Ausflugsverkehr zurück. Im Wintersportverkehr wurden wieder Vor- oder Nachzüge zu den planmäßigen Zügen gefahren, um den enormen Andrang zu bewältigen. Im Jahr 1953 gab es laut Fahrplan insgesamt sieben werktägliche Reisezugpaare.

### Stilllegungspläne
Anfang der 1960er Jahre fanden auf allen Nebenstrecken der Deutschen Reichsbahn Untersuchungen über deren Wirtschaftlichkeit statt. Angesichts des europaweiten Trends zur Verlagerung der Transporte von der Schiene auf die Straße wurde daraufhin 1964 die Stilllegung aller Schmalspurbahnen in der DDR bis 1975 beschlossen. Auch für die Weißeritztalbahn bedeutete dieser Beschluss, dass fortan keinerlei Investitionen mehr in die Infrastruktur erfolgten.
Noch im Laufe des Jahres 1964 wurde der vereinfachte Nebenbahnbetrieb eingeführt. Fortan waren die Bahnhöfe Seifersdorf, Obercarsdorf und Schmiedeberg nicht mehr mit Fahrdienstleitern besetzt. In diesen Bahnhöfen wurden die Weichen nun durch die Zugpersonale gestellt, was die Fahrzeiten deutlich verlängerte. In den Folgejahren wurden an Gleisen und Anlagen nur noch die notwendigsten Erhaltungsarbeiten durchgeführt. Zunehmend mussten Langsamfahrstellen in abgängigen Abschnitten eingerichtet werden.
In dieser Situation verlor die Bahn einen Gutteil des Reiseverkehrsaufkommens an die schnelleren Überlandbuslinien. So schien die Einstellung des Zugverkehrs nur noch eine Frage der Zeit. Dem Kraftverkehr war es wegen fehlender Kapazitäten allerdings nicht möglich, den umfangreichen Ausflugsverkehr an Sonn- und Feiertagen vollständig zu übernehmen.
Einen Großteil des Güterverkehrs verlagerte die DR in den 1960er Jahren auf die Wagenladungsknoten Freital-Hainsberg und Freital-Potschappel, aber auch nach Dresden-Reick und Dresden-Friedrichstadt. Infolgedessen konnten die Güterverkehrsstellen Seifersdorf, Malter, Obercarsdorf und Kurort Kipsdorf ab 1968 geschlossen  werden. Der Schmalspurbahn blieben die Massentransporte, die der Kraftverkehr nicht übernehmen wollte und konnte. So mussten nach wie vor umfangreiche Transporte für die Gießerei in Schmiedeberg bewältigt werden. Mehrere Betriebe in Dippoldiswalde, wie das Pflug-Hafernährmittelwerk oder die Großhandelsgesellschaft (GHG), erhielten weiterhin noch Wagenladungen zugeführt.

### Entwicklung ab 1974

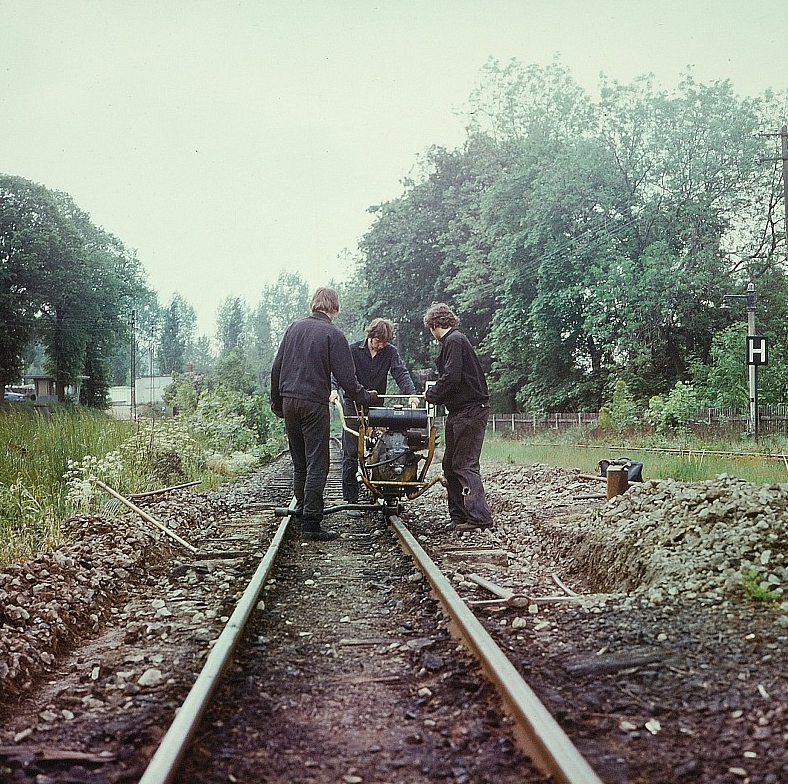
Gleisbauarbeiten in Malter (1980)

Anfang der 1970er Jahre mehrten sich die Stimmen, die eine Erhaltung einiger Schmalspurbahnen als touristische Attraktion in der DDR forderten. So beschloss die Hauptverwaltung des Betriebs- und Verkehrsdienstes am 17. September 1973 die langfristige Erhaltung von sieben Schmalspurbahnen in der DDR, darunter der Weißeritztalbahn. Die Weißeritztalbahn sollte formal zu einer touristischen Attraktion unter Beibehaltung des regulären Reise- und Güterverkehrs entwickelt werden, so die Darstellung nach außen. Interne Schreiben der Deutschen Reichsbahn belegen hingegen zweifelsfrei, dass die Strecke für den Güterverkehr unverzichtbar war.
Nur langsam konnten in den nächsten Jahren die jahrzehntelang ausgebliebenen Investitionen nachgeholt werden. Gleiserneuerungen beschränkten sich in den Folgejahren auf kürzere Abschnitte. Eine generelle Sanierung von Gleisen und Anlagen erfolgte aufgrund fehlender Gleisbaukapazitäten nicht. Mehrfach war die Strecke in den 1970er Jahren von der Sperrung aufgrund Oberbauschäden bedroht. Nur durch das Engagement der Bahnmeisterei und dem Einsatz unbezahlter Freiwilliger konnte dies immer wieder abgewendet werden. Typisch für jene Zeit waren Arbeitseinsätze von Studenten, die im Rahmen von Studentensommern Gleise erneuerten.

Einfahrender Personenzug in Dippoldiswalde. Der Wagenzug besteht bereits mehrheitlich aus Rekowagen. (1986)

Der Zustand der Fahrzeuge war in den 1970er Jahren noch zufriedenstellend. Angesichts des teilweise hohen Alters der Wagen sah die Deutsche Reichsbahn bis 1979 eine Neubeschaffung moderner Reisezugwagen aus Bulgarien vor, was sich aus finanziellen Gründen zerschlug. Ab 1977 wurde letztlich der vorhandene Bestand an Reisezugwagen in der Werkabteilung Perleberg des Reichsbahnausbesserungswerks Wittenberge grundlegend modernisiert. In Freital-Hainsberg, Dippoldiswalde und Kipsdorf wurden anstelle der Formsignale HL-Lichtsignale als Einfahrsignale aufgebaut.
Die Reichsbahndirektion Dresden strebte aus ökonomischen Gründen weiterhin die Einstellung des Güterverkehrs an. Dieses Vorhaben scheiterte wie in den Jahren zuvor an den fehlenden Kapazitäten des Kraftverkehrs. So gab es keine Spezial-Lkw, um den für die Gießerei Schmiedeberg bestimmten Gusssand zu transportieren. Nach der Ölkrise in der DDR im Jahr 1981 stieg die Güterverkehrsleistung wegen der staatlich verordneten Verlagerung von Transporten von der Straße auf die Schiene wieder an. Oft mussten die schweren Güterzüge bis Dippoldiswalde mit Vorspannlokomotiven befördert werden.
Im Winterfahrplan 1980/81 waren sieben Reisezugpaare an Werktagen verzeichnet. Für den Ausflugsverkehr an Sonntagen wurden fünf Zugpaare eingesetzt. Besondere Wintersportzüge – wie auf der benachbarten Müglitztalbahn – gab es nicht.
Ein herausragendes Ereignis in der Geschichte der Weißeritztalbahn war die 100-Jahr-Feier im Jahr 1983. Während einer Festwoche vom 27. August bis zum 4. September 1983 verkehrte eine Vielzahl von Sonderzügen, darunter der historische Zug der Traditionsbahn Radebeul.

### Nach der politischen Wende in der DDR

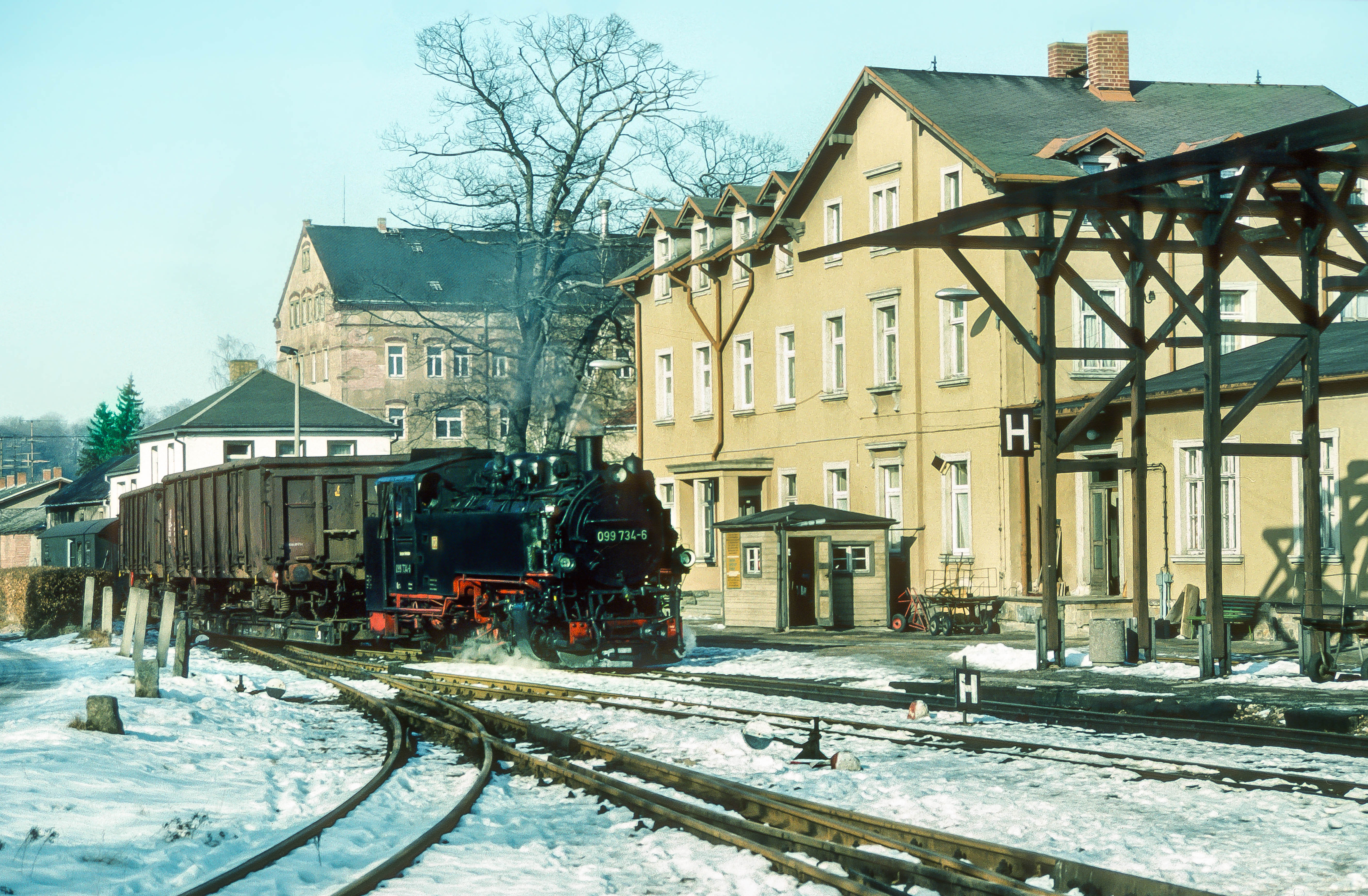
Einfahrender Güterzug in Dippoldiswalde (1993)

Der gesellschaftliche Umbruch im Osten Deutschlands 1989/90 war für die Weißeritztalbahn mit erheblichen Veränderungen verbunden. Innerhalb kürzester Zeit stellte ein Großteil der Betriebe im Einzugsgebiet ihre Produktion ein, was zu einem drastischen Einbruch der Verkehrsleistung im Personen- und Güterverkehr führte. Beispielsweise fielen die Gießerei in Schmiedeberg und das Küchenmöbelwerk in Obercarsdorf als Güterkunde weg. Nur im Ausflugsverkehr besaß die Bahn weiterhin Bedeutung.
Die baldige Stilllegung schien somit bevorzustehen. Trotzdem erfolgten in Regie der Deutschen Reichsbahn in den Jahren 1991 bis 1993 noch enorme Investitionen in die Strecke und den Fahrzeugpark. So erhielten alle Lokomotiven größere Grundinstandsetzungen und die seit 1977 laufende Modernisierung des Wagenparkes wurde zum Abschluss gebracht. Im Sommer 1993 führte die Gleisbau Bautzen GmbH größere Erneuerungen am Oberbau aus. Dabei kam erstmals eine tschechische Gleisstopfmaschine zum Einsatz.

### Im Betrieb der Deutschen Bahn AG

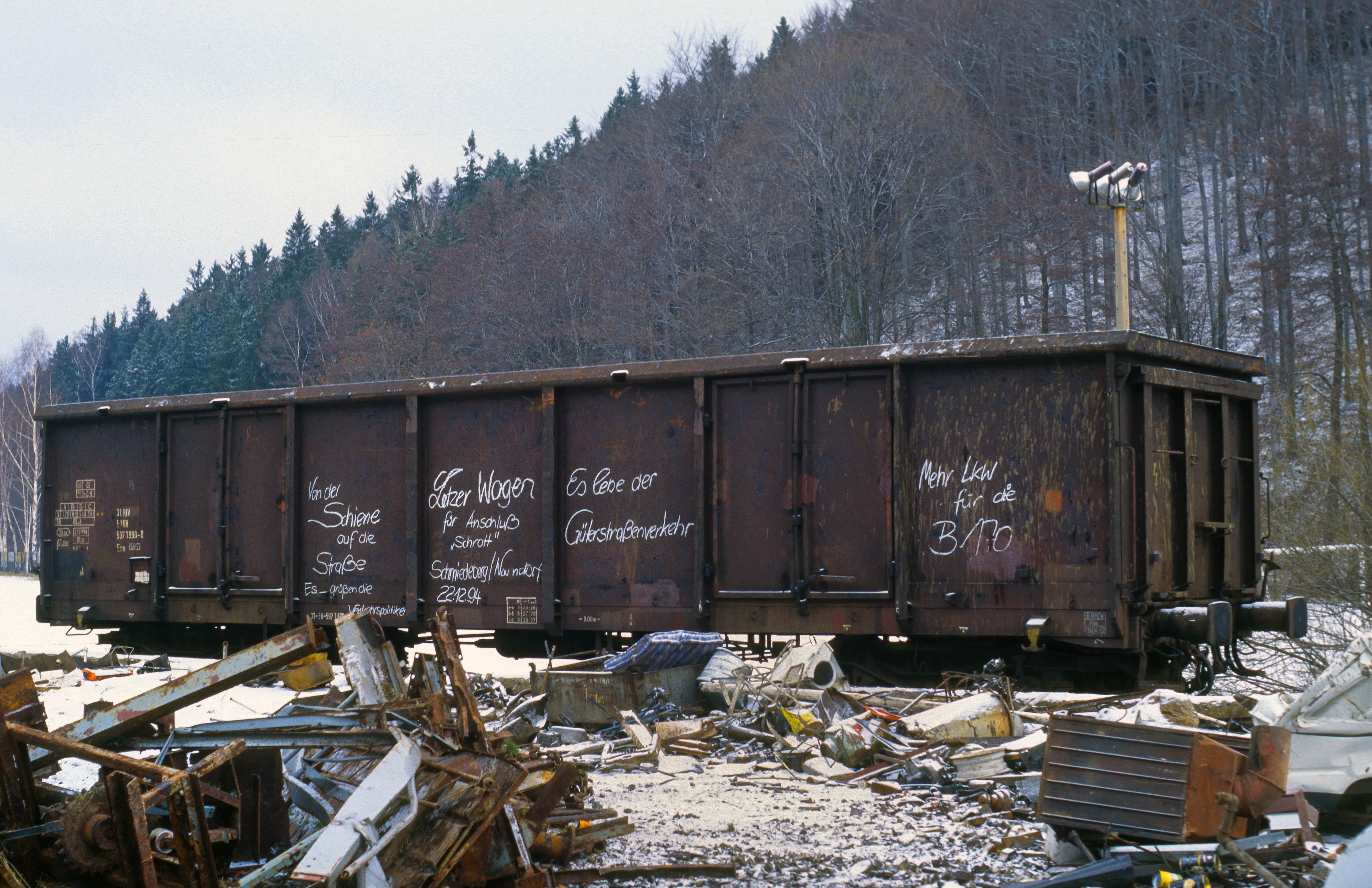
Der letzte beladene Güterwagen steht in der Anschlussstelle Schrotthandel in Schmiedeberg-Naundorf zur Abholung bereit. (22. Dezember 1994)

Eine gänzlich neue Situation entstand mit Gründung der Deutschen Bahn (DB) zum 1. Januar 1994. Der neue Betreiber strebte aufgrund der hohen Kosten schnellstmöglich eine Privatisierung oder Stilllegung der Strecke an. Das Landesamt für Denkmalpflege Sachsen stellte daraufhin die Strecke einschließlich der Fahrzeuge am 14. März 1994 unter Denkmalschutz.
Am 31. Dezember 1994 stellte die DB den verbliebenen Güterverkehr trotz noch vorhandenen Bedarfs ein. Zuletzt fanden Transporte für einen Schrotthandel in Schmiedeberg-Naundorf und mehrere Kohlehändler in Dippoldiswalde und Schmiedeberg statt.
Mitte der 1990er Jahre gab es erste Bestrebungen von Seiten des Freistaates Sachsen, die Strecke mittels einer landeseigenen Gesellschaft weiter zu betreiben. Letztlich zerschlugen sich diese Pläne und es wurde eine Regionalisierung nach dem Vorbild der Zittauer Schmalspurbahn und der Schmalspurbahn Cranzahl–Kurort Oberwiesenthal favorisiert. Allerdings zeigten weder der damalige Weißeritzkreis noch die Anliegergemeinden entsprechendes Interesse, ein solches finanzielles Risiko einzugehen. Daraufhin plante die DB im Jahr 1998 die Stilllegung.
Dieses Vorhaben wurde nur durch einen buchstäblich in letzter Minute ausgehandelten Verkehrsvertrag mit dem in Gründung befindlichen Verkehrsverbund Oberelbe verhindert. Trotzdem hielt die Deutsche Bahn AG weiterhin an ihrer Absicht fest, die Strecke an einen anderen Betreiber abzugeben. Am 31. Dezember 2000 übernahm die DB-Tochtergesellschaft Mitteldeutsche Bahnreinigungsgesellschaft (BRG) die Betriebsführung der Weißeritztalbahn.
Ende der 1990er Jahre wies der Fahrplan werktags insgesamt acht Zugpaare im Zweistundentakt aus. Ein weiteres Zugpaar verkehrte nur bis Dippoldiswalde. Die Weißeritztalbahn beförderte vor dem Hochwasser 2002 jährlich rund 200.000 Fahrgäste.

### Das Jahrhunderthochwasser im August 2002

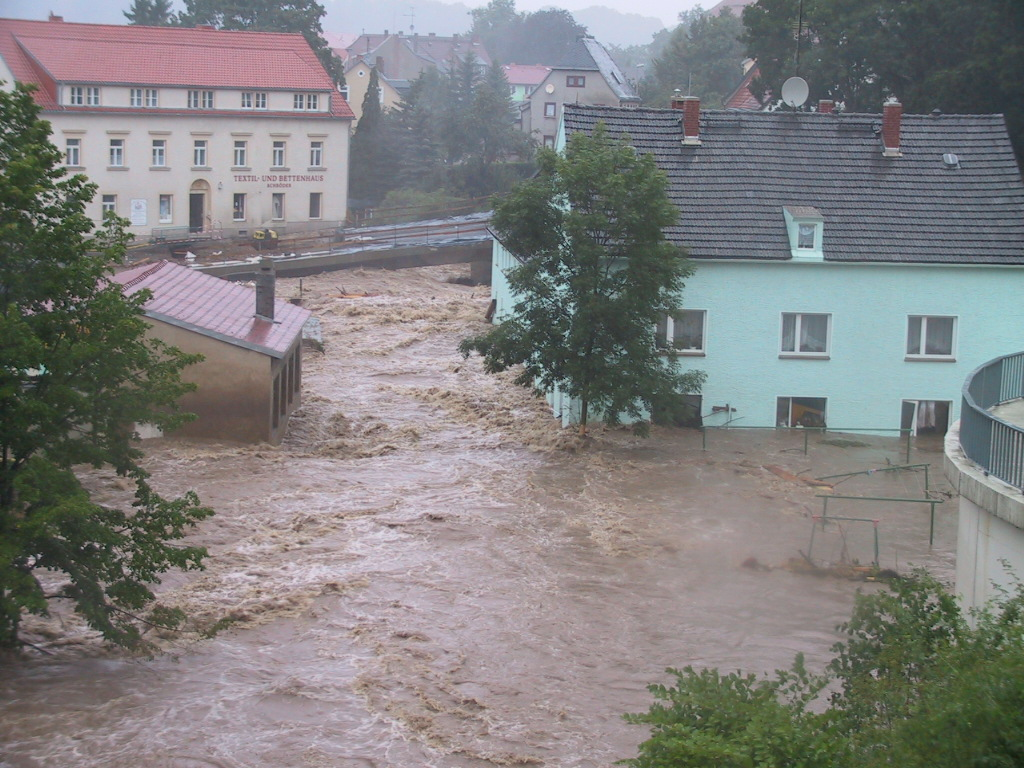
Hochwasser in Dippoldiswalde (13. August 2002)

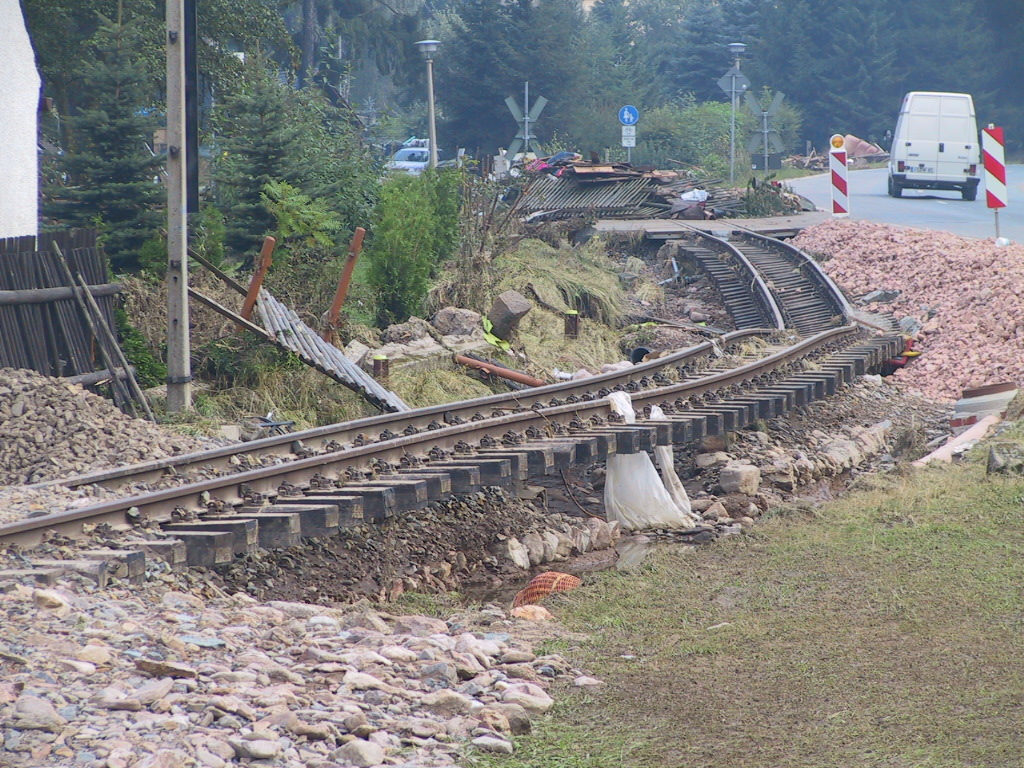
Unterspülte Gleise in Ulberndorf (2002)

Am 13. August 2002 wurde die Strecke – wie schon 1897 – bei einem Hochwasser schwer beschädigt. Vor allem im Rabenauer Grund zwischen Freital-Coßmannsdorf und Spechtritz waren Gleise und Brücken weitgehend zerstört. Zwischen Buschmühle und Kurort Kipsdorf hatte das Hochwasser den Bahnkörper abschnittsweise vollständig weggespült. Zwei weniger beschädigte Teilabschnitte konnten schon bald durch Spenden von Eisenbahnfreunden wieder aufgebaut werden, sodass dort von 2003 bis 2006 einige Sonderfahrten stattfinden konnten.
Die Kosten für die Instandsetzung der gesamten Strecke wurden zunächst auf etwa 20 Millionen Euro geschätzt. Das Bundesministerium für Verkehr, Bau und Stadtentwicklung und der Freistaat Sachsen wollten diese je zur Hälfte tragen. Der erste Spatenstich zum Wiederaufbau erfolgte am 14. September 2004, fünf Tage vor der Landtagswahl 2004 in Sachsen. Der tatsächliche Baubeginn wurde immer wieder hinausgeschoben. Insgesamt standen 30 Millionen Euro zur Verfügung. Mit dem Freistaat wurde vereinbart, dass dieser noch weitere 9 Millionen Euro bereitstellt, wenn der Zweckverband Verkehrsverbund Oberelbe wegen Mehrkosten eine weitere Million Euro bereitstellt.
Am 14. September 2004 erfolgte die Übergabe der Strecke an die BVO Bahn. Diese betrieb damals bereits die Strecken Cranzahl–Kurort Oberwiesenthal und Radebeul Ost–Radeburg. Im Juni 2007 wurde aus steuerlichen und kommunalrechtlichen Gründen entschieden, die Grundstücke, über die die Strecke führt, für 206.000 Euro an den Weißeritzkreis zu verkaufen. Im Gegenzug beteiligte sich der Verkehrsverbund Oberelbe mit 35 Prozent an der nunmehr als Sächsische Dampfeisenbahngesellschaft (SDG) firmierenden BVO Bahn.
Am 27. September 2007 gab das Regierungspräsidium Dresden insgesamt 17,8 Millionen Euro aus dem Bundes-Fluthilfefonds für den Wiederaufbau des Abschnittes Freital-Hainsberg–Dippoldiswalde frei. Diese Fördermittel für den Verkehrsverbund Oberelbe waren mit der Auflage verbunden, den Betrieb der wiederaufgebauten Strecke für die nächsten 20 Jahre zu gewährleisten.

### Wiederaufbau Freital–Dippoldiswalde 2007/08
Am 29. Oktober 2007 begannen im Bahnhof Rabenau die Arbeiten zum Wiederaufbau des Streckenabschnittes Freital-Hainsberg–Dippoldiswalde. Im Rabenauer Grund konnte als Zufahrtsstraße nur der schmale Wanderweg genutzt werden, was eine besonders ausgefeilte Baustellenlogistik erforderte. In einem ersten Bauabschnitt erfolgte die Wiederherstellung der Stützmauern und Brücken, sodass zunächst die Bahntrasse selbst als Baustraße genutzt werden konnte. Im August 2008 wurde mit der Verlegung des neuen Gleises begonnen. Die völlig zerstörte Station Spechtritz erhielt eine neue Wartehalle, die sich aus Denkmalschutzgründen am historischen Vorbild orientierte.
Die weniger zerstörten Abschnitte zwischen Freital-Hainsberg und Freital-Coßmannsdorf sowie Spechtritz und Dippoldiswalde wurden komplett erneuert. Neben den Brücken wurden Stützmauern und Wasserabläufe erneuert sowie zum Teil neue Gleise verlegt.

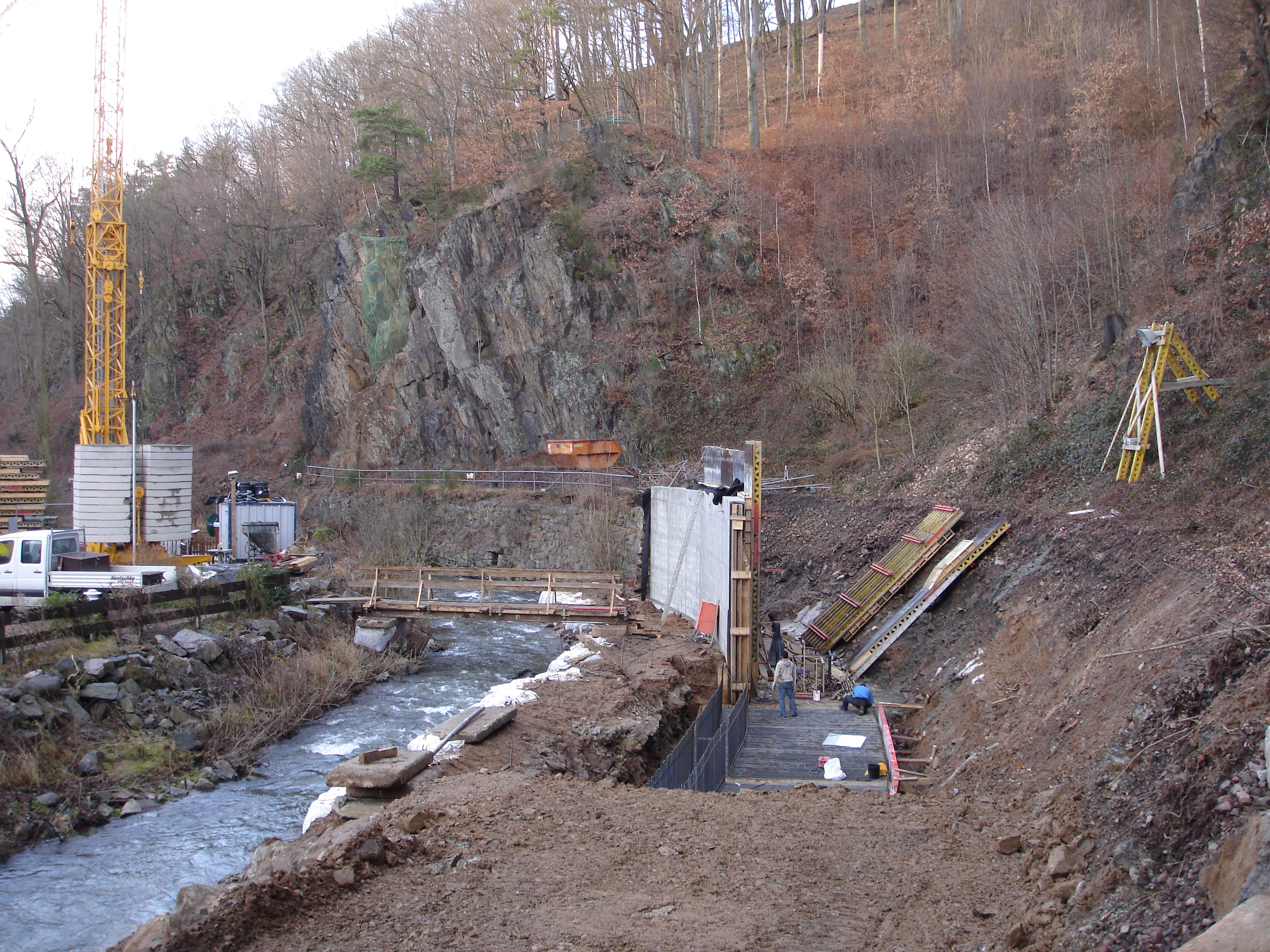
Neuaufbau der Stützmauer im Bahnhof Rabenau
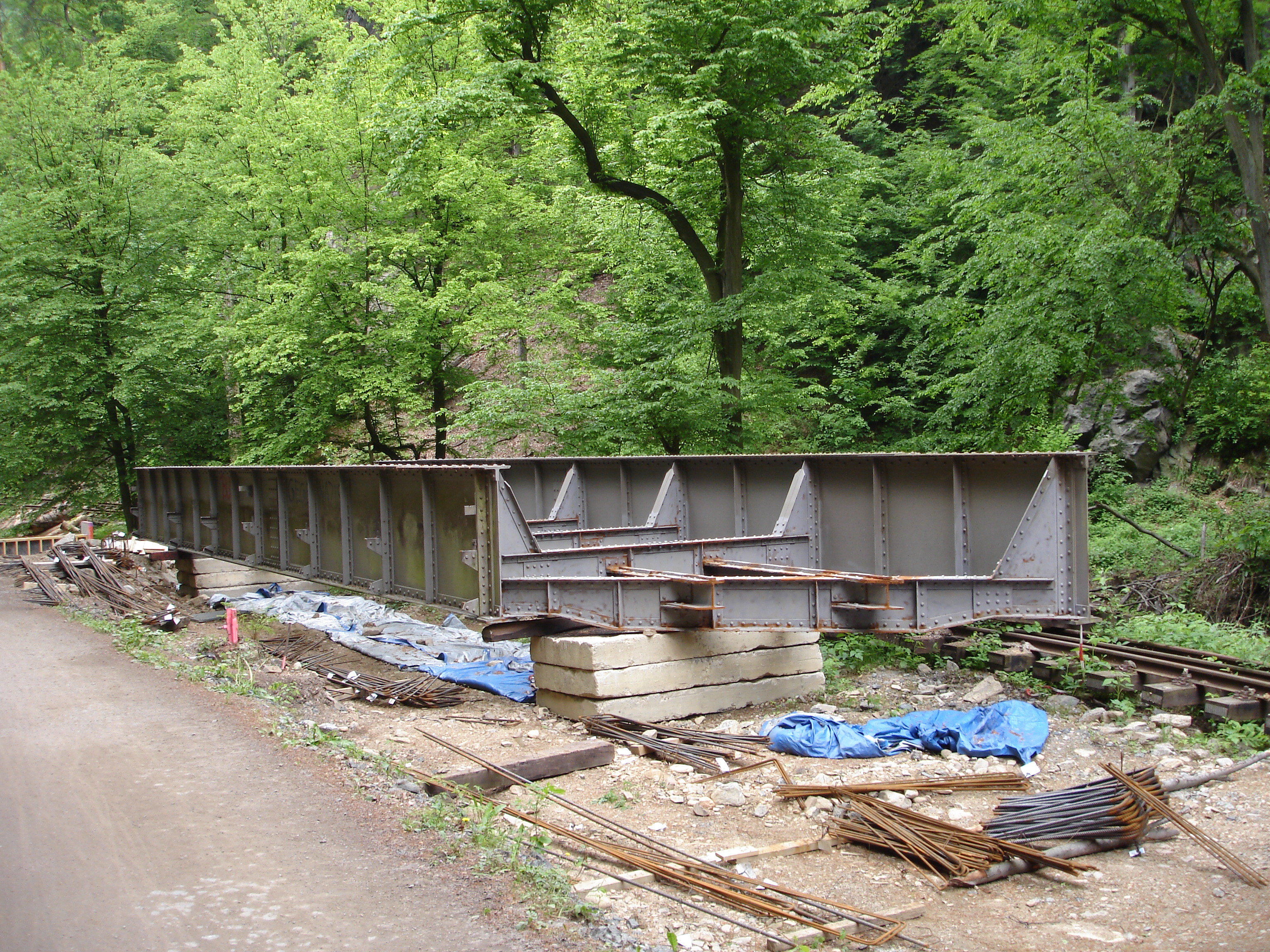
Ausgebaute Brücke im Rabenauer Grund (km 4,411)
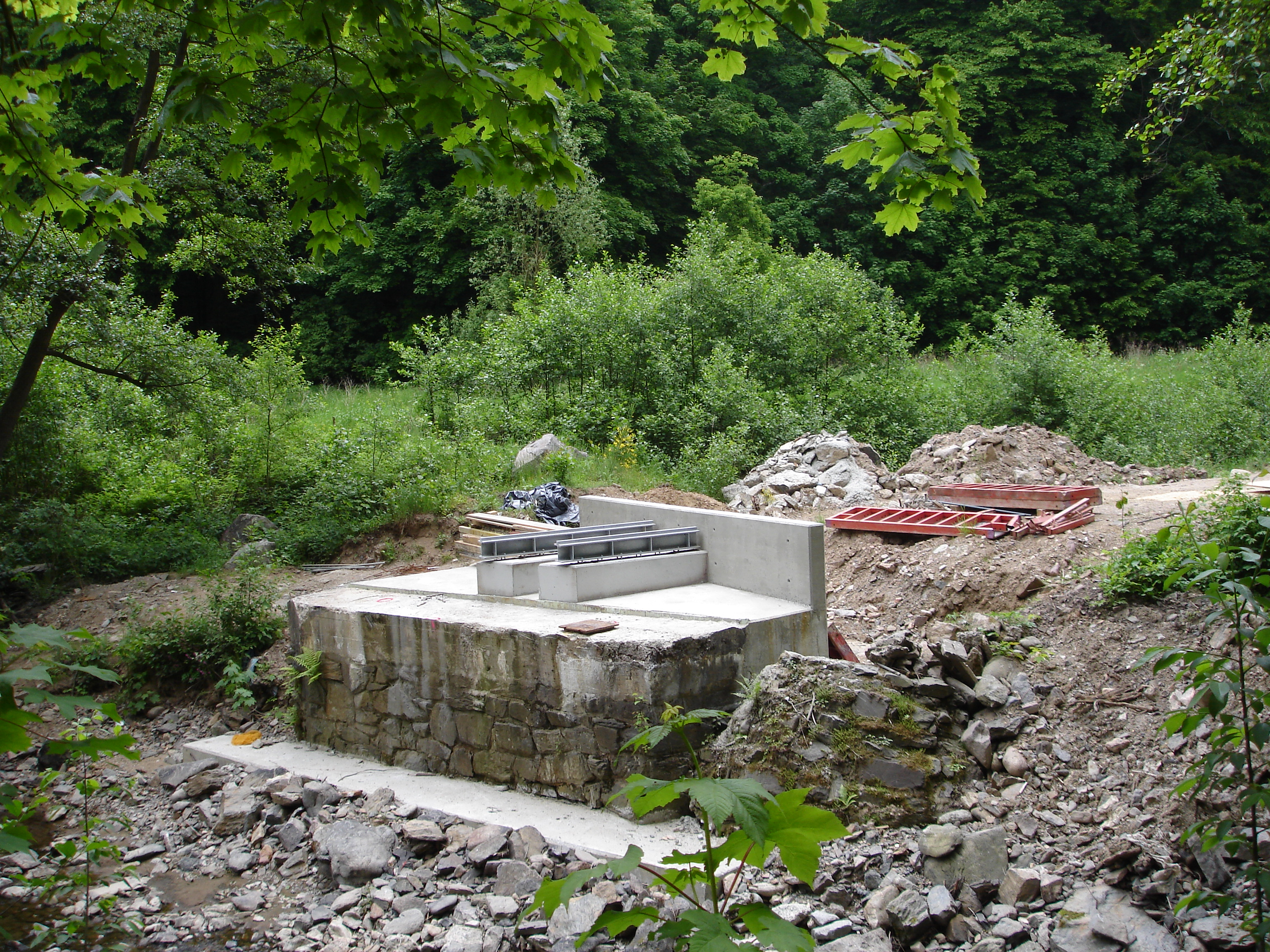
Erneuertes Brückenwiderlager (km 4,728)
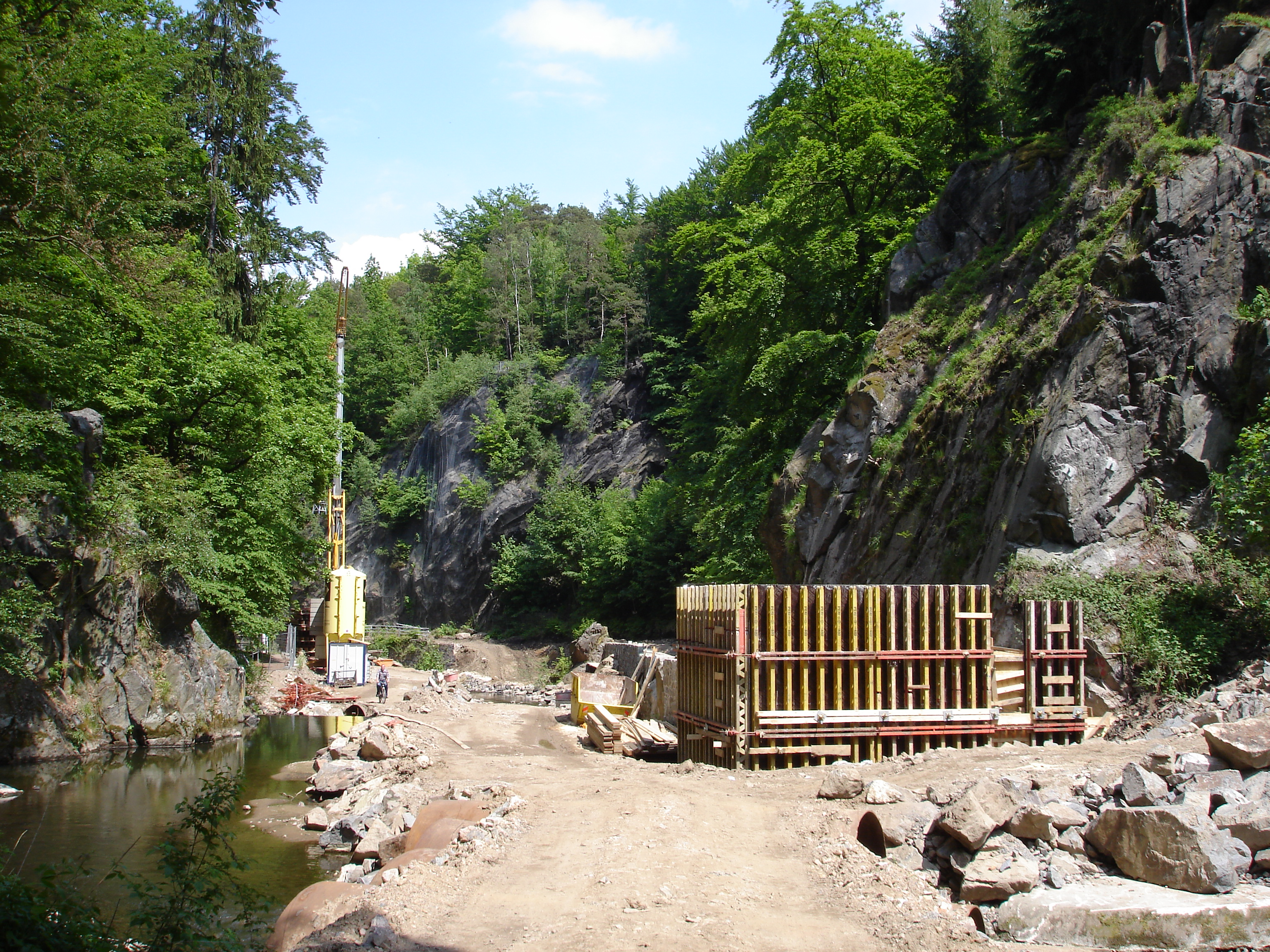
Baustelle der Brücke am Bahnhof Rabenau (km 5,391)

Der planmäßige Zugverkehr zwischen Freital-Hainsberg und Dippoldiswalde wurde zum Fahrplanwechsel am 14. Dezember 2008 wieder aufgenommen. Es verkehrten täglich sechs Reisezugpaare zwischen Freital-Hainsberg und Dippoldiswalde in einem angenäherten Zweistundentakt. Die etwa 66.000 Zugkilometer jährlich wurden vom Zweckverband Verkehrsverbund Oberelbe bestellt. In den ersten sechs Wochen seit der Wiederinbetriebnahme wurden an den Wochenenden über 2000 Reisende pro Tag gezählt. Teilweise wurden die Züge auf zehn Wagen verstärkt, um den Andrang zu bewältigen. An Werktagen wurden 1000 Reisende täglich befördert. Insgesamt nutzten im ersten Jahr nach dem Wiederaufbau mehr als 185.000 Fahrgäste die Weißeritztalbahn zwischen Freital-Hainsberg und Dippoldiswalde.

### Wiederaufbau bis Kipsdorf
Am 3. April 2009 wurde im sächsischen Wirtschaftsministerium der weitere Wiederaufbau bis zum Endpunkt Kurort Kipsdorf beschlossen. Die Ausschreibung der Bauleistungen sollte erst beginnen, wenn die Baumaßnahmen auf dem ersten Abschnitt bis Dippoldiswalde beendet und vollständig abgerechnet sind. Nach damaligem Stand waren die Kosten für den Wiederaufbau des ersten Abschnitts um 7 Millionen Euro höher ausgefallen als geplant. Nach Aussage des Sächsischen Staatsministeriums für Wirtschaft, Arbeit und Verkehr war im Landeshaushalt der Jahre 2011/12 ein Finanzposten für den vollständigen Wiederaufbau der Strecke bis Kipsdorf vorgesehen. Es gab durch den Verkehrsverbund Oberelbe zwischenzeitlich die Überlegung, den Betrieb im Abschnitt zwischen Dippoldiswalde und Kipsdorf nur touristisch mit dem Hauptaugenmerk auf dem Wochenendverkehr auszurichten.

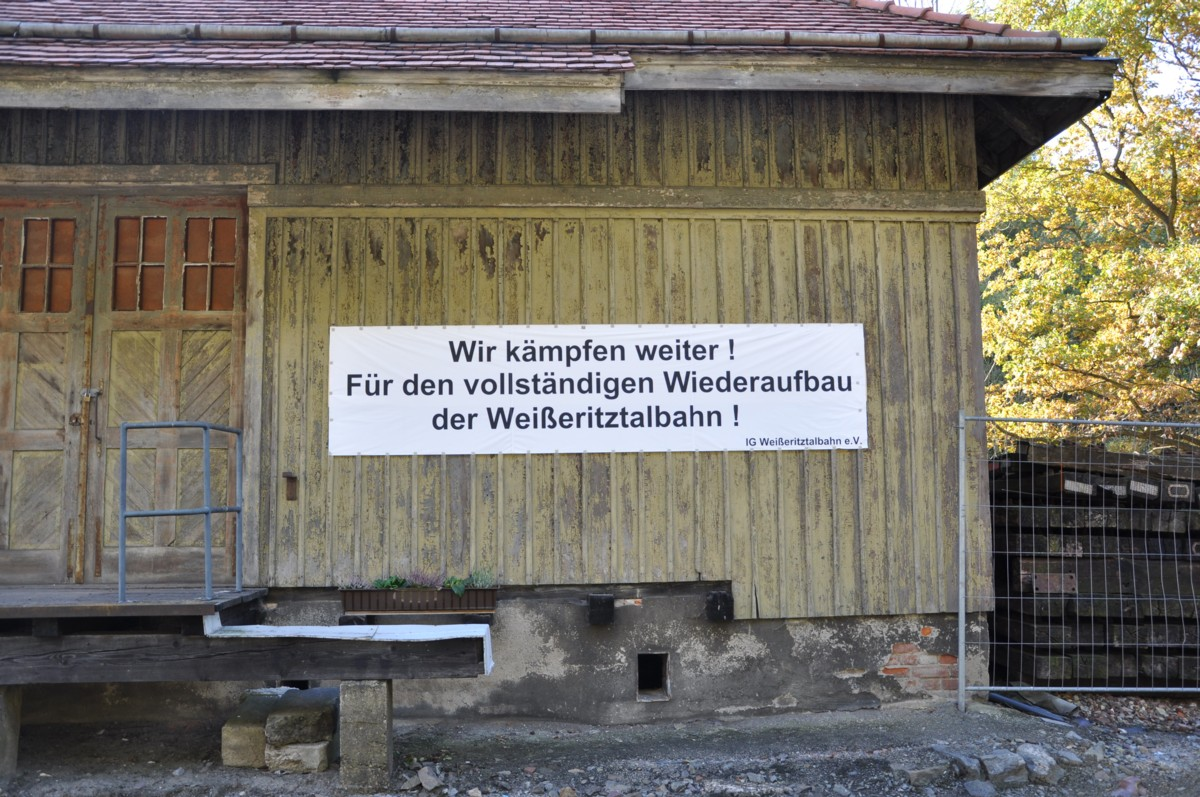
Plakat der IG Weißeritztalbahn am Bahnhof Seifersdorf (2010)

In der Region gab es nach wie vor ein starkes Interesse am kompletten Wiederaufbau der Strecke. Der Sonderzugverkehr zwischen Obercarsdorf und Schmiedeberg im Dezember 2010 wurde von 2500 Fahrgästen genutzt. Für den völligen Wiederaufbau sprachen überdies wirtschaftliche Gründe. Nach Angaben des Verkehrsverbunds Oberelbe entstehe durch die Ausgaben der Tages- und Übernachtungsgäste, die wegen der Bahn die Region besuchen, eine zusätzliche regionale Wertschöpfung im Umfang von einer Million Euro, was einem Gegenwert von 40 Arbeitsplätzen entspreche.
Im Juni 2011 gab Sachsens Wirtschaftsminister Sven Morlok (FDP) bekannt, dass die Planungsmittel für den zweiten Streckenabschnitt freigegeben worden seien. Es stünden 11 Millionen Euro Hochwassergelder für die Bahnstrecke zur Verfügung, außerdem stelle der Freistaat in den Jahren 2011 und 2012 je 2 Millionen Euro Haushaltsgelder zur Verfügung. Nach Ansicht des Pressereferenten des Ministeriums sollte diese Summe die Kosten für den Wiederaufbau vollständig abdecken.
Im zweiten Betriebsjahr nach dem Wiederaufbau fuhren 2011 insgesamt 160.000 Fahrgäste mit der Weißeritztalbahn. Dies war ein leichter Rückgang gegenüber dem Vorjahr.
Das sächsische Kabinett stimmte am 31. Januar 2012 dem Bau- und Finanzierungsvertrag für den Wiederaufbau der Strecke von Dippoldiswalde nach Kipsdorf zu. Dafür wurden 15,2 Millionen Euro bereitgestellt. Das Betriebskonzept sah einen Betrieb des oberen Abschnitts an nur 40 Tagen im Jahr vor. Zur Kostenkompensation sollte die Zugfrequenz zwischen Freital-Hainsberg und Dippoldiswalde auf fünf Zugpaare reduziert werden.

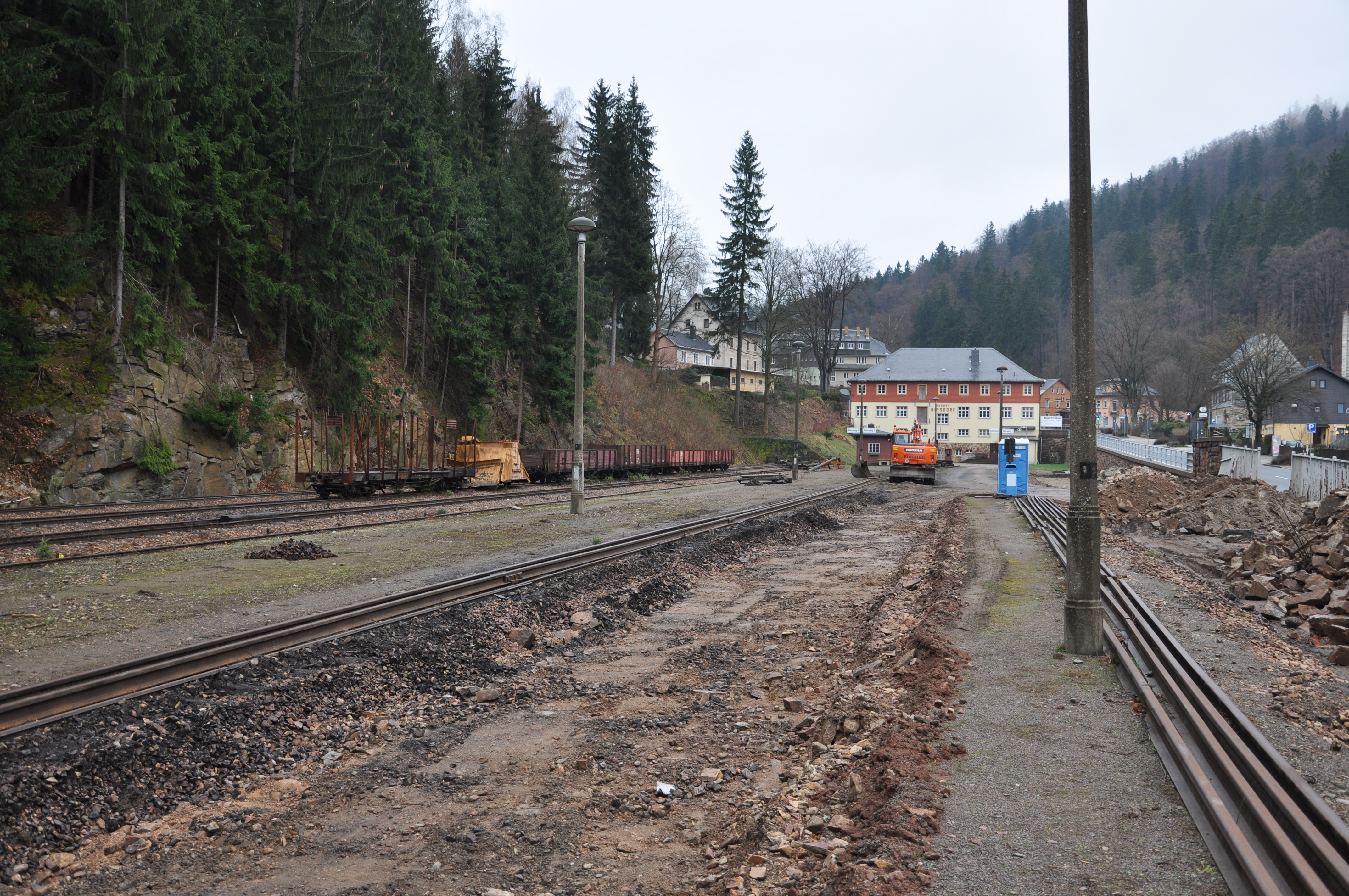
Bauarbeiten im Bahnhof Kurort Kipsdorf (April 2016)

Am 2. Juni 2013 musste der Zugbetrieb erneut aufgrund eines Hochwasserereignisses eingestellt werden. Schäden am Oberbau gab es insbesondere an einem 200 Meter langen Abschnitt zwischen Rabenau und Spechtritz. Bereits am 9. Juni konnte der Betrieb zwischen Freital-Hainsberg und Rabenau nach einem Sonderfahrplan wieder aufgenommen werden. Nach Beseitigung der Schäden wurde die gesamte Strecke bis Dippoldiswalde ab dem 15. Juni 2013 wieder fahrplanmäßig befahren. Der Leiter der Infrastruktur der Sächsischen Dampfeisenbahngesellschaft sagte gegenüber der Sächsischen Zeitung: „Die technische Ausführung des ersten Bauabschnittes hat sich bei dem Hochwasser bewährt. Im Einzelnen kann man sicher nachbessern.“ Durch den langen Winter und in Folge des Hochwassers konnten 2013 nur 135.000 Fahrgäste gezählt werden, 13 Prozent weniger als im Vorjahr.
Am 19. Mai 2014 begannen die Arbeiten auf dem Streckenabschnitt nach Kipsdorf in Schmiedeberg, wobei zunächst nur einige Brücken instand gesetzt wurden. Die öffentliche Ausschreibung für den zweiten Bauabschnitt startete die SDG letztlich erst am 20. November 2015. Die Bieterfrist endete am 12. Januar 2016, die Bauaufträge wurden am 22. Februar 2016 an eine Bietergemeinschaft sächsischer Firmen vergeben. Laut Ausschreibung begannen die Arbeiten an der Strecke am 1. März 2016 und sollten bis zum 30. September 2016 abgeschlossen sein.
Am 30. November 2016 beschloss der Verkehrsverbund Oberelbe auf seiner Verbandsversammlung den zukünftigen Fahrplan, der zwei durchgehende Zugpaare bis Kurort Kipsdorf und ein weiteres nur bis Dippoldiswalde vorsieht. An zwölf weiteren Tagen im Jahr wird der Fahrplan mit zwei weiteren Zugpaaren bis Kipsdorf verdichtet.
Am 11. Mai 2017 fand im Beisein des Landesbeauftragten für Bahnaufsicht die Abnahmefahrt auf der fertiggestellten Strecke statt. Dabei kam erstmals seit fast 15 Jahren wieder ein von einer Dampflokomotive geführter Zug nach Kurort Kipsdorf.

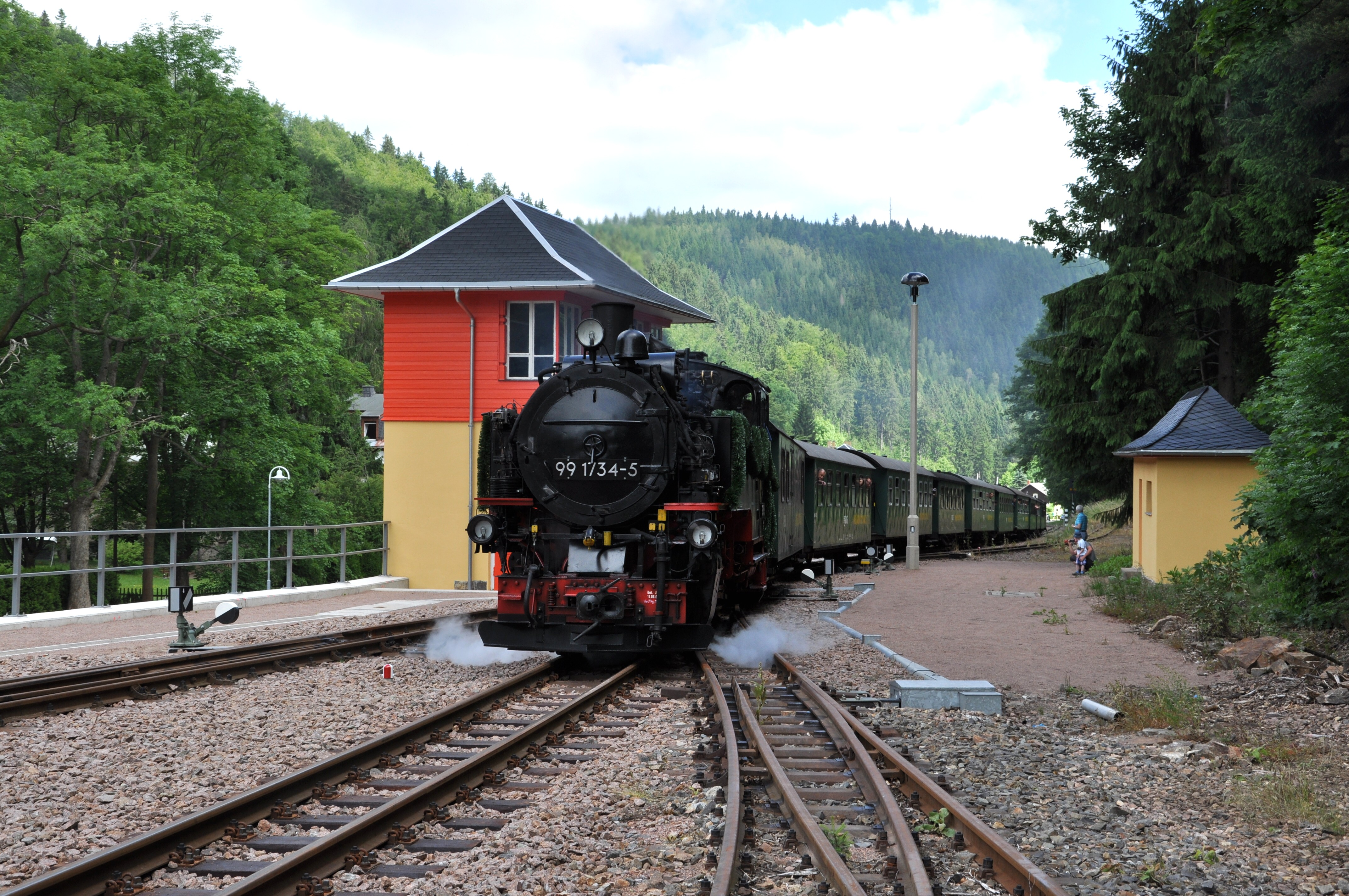
Ein planmäßiger Reisezug erreicht Kurort Kipsdorf (18. Juni 2017)

Am 17. Juni 2017 eröffnete der Staatsminister für Wirtschaft, Arbeit und Verkehr Martin Dulig zusammen mit weiteren Vertretern des Landes und der Kommunen die Strecke mit dem symbolischen Durchschnitt des Bandes im Bahnhof Dippoldiswalde. Der Minister unterstrich dabei in besonderer Weise „unser Bekenntnis zu Pflege und Erhalt der historischen Bahnen“ in Sachsen. Insgesamt seien für den Wiederaufbau etwa 40 Millionen Euro investiert worden, davon rund 17 Millionen für den oberen Abschnitt. Der Landrat des Landkreises Sächsische Schweiz-Osterzgebirge Michael Geisler betonte, dass sich vor allem die Bevölkerung entlang der Strecke für den Wiederaufbau starkgemacht habe. „Der Wiederaufbau ist für die Bürger ein deutliches Zeichen, welch hohen Stellenwert die Schmalspurbahn für die Region hat.“ Der reguläre Zugverkehr nach Kipsdorf begann am Nachmittag desselben Tages und damit etwa zur gleichen Tageszeit, als am 13. August 2002 der Zugverkehr wegen des Hochwassers zum Stillstand kam. Der Normalfahrplan mit lediglich zwei täglichen Zugpaaren nach Kurort Kipsdorf trat am 19. Juni in Kraft.
Nach zwei Monaten Betrieb nach Kurort Kipsdorf zog die SDG eine positive Bilanz. Im Juli 2017 fuhren etwa 10.000 Fahrgäste mehr mit der Schmalspurbahn als im gleichen Zeitraum des Vorjahres. Zwei Drittel der Fahrgäste lösen Fahrscheine für die Gesamtstrecke. Die im Vorfeld befürchtete Verringerung der Nachfrage im Abschnitt Freital–Dippoldiswalde sei trotz des ausgedünnten Fahrplanes bislang nicht zu beobachten.

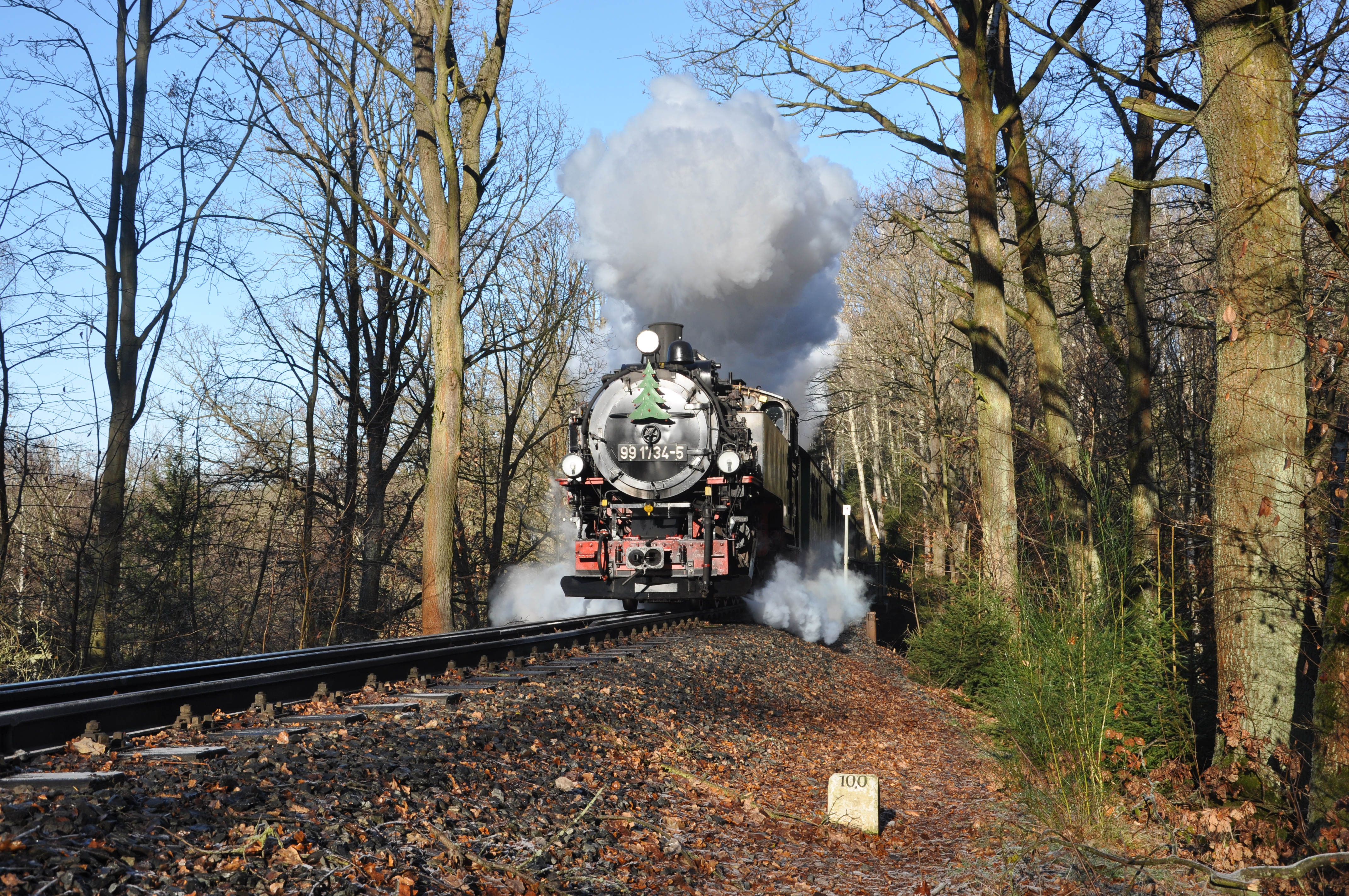
Personenzug mit Weihnachtsschmuck zwischen Seifersdorf und Malter (Dezember 2024)

Im Jahr 2018 gingen die Fahrgastzahlen um 37.000 auf insgesamt 155.000 zurück. Laut Betriebsleiter Mirko Froß haben die Rückgänge vor allem einen statistischen Hintergrund. In der Vergangenheit seien die Familientageskarten mit zwölf Fahrgästen je verkauftem Ticket in die Statistik eingegangen, da es für sechs Personen und mindestens die Hin- und Rückfahrt gilt. Laut Pressemitteilung des VVO beziffert er den tatsächlichen Rückgang auf etwa 25.000 Fahrgäste.
Vom 17. Juli bis 15. November 2019 wurde die Strecke zwischen Dippoldiswalde und Kurort Kipsdorf für den Neubau der Weißeritzbrücke in der Ortslage Obercarsdorf noch einmal voll gesperrt. Zur Erweiterung des Flussquerschnittes wurde die Stützweite der Brücke um drei Meter vergrößert. Damit entspricht die Brücke den Anforderungen an den Hochwasserschutz. Die Kosten von etwa 1,7 Millionen Euro trug der Freistaat Sachsen. Im Jahr 2019 zählte die Weißeritztalbahn etwa 132.000 Fahrgäste.
Vom 28. März bis 16. Mai 2020 war der Eisenbahnbetrieb aufgrund der Corona-Pandemie ersatzlos eingestellt. Im Jahr 2021 zählte die Weißeritztalbahn 131.484 Fahrgäste.
Seit 2019 wird am 1. Advent der „längste befahrbare Weihnachtsmarkt Deutschlands“ im Rahmen der Veranstaltung „Eisenbahn und Lichterglanz“ an den Bahnhöfen und Haltepunkten aufgebaut. Es gilt dann ein Sonderfahrplan mit zwei Zugumläufen. Es werden dann alle auf der Strecke vorhandenen Personenwagen in den Zügen eingesetzt.

## Streckenbeschreibung

### Verlauf

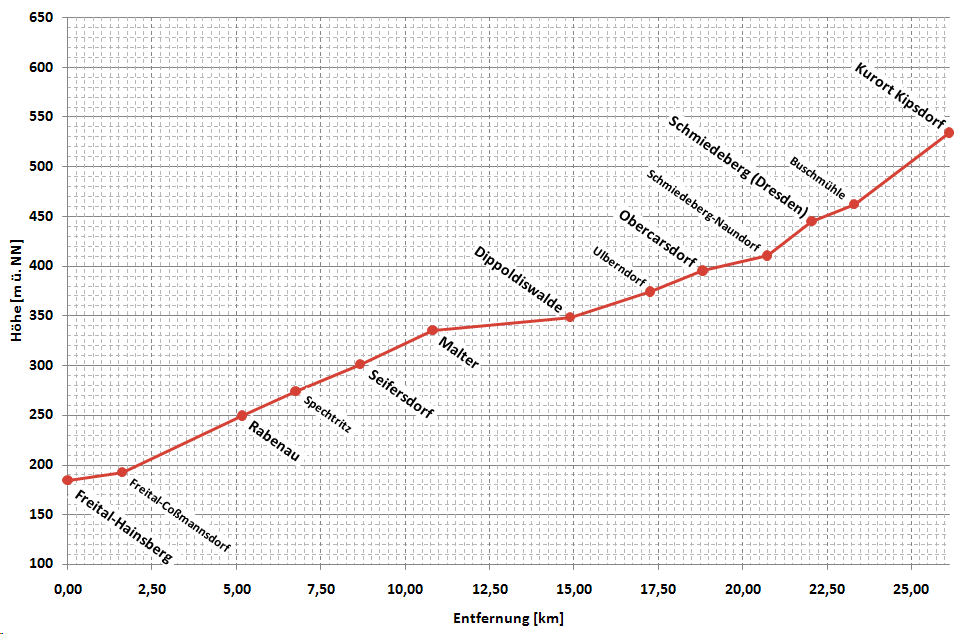
Vereinfachtes Höhenprofil der Weißeritztalbahn

Die Weißeritztalbahn beginnt im heutigen Freitaler Stadtteil Hainsberg. Auf dem ersten Streckenkilometer folgt die Strecke zunächst der Hauptbahn Dresden–Werdau, erst in Höhe des Zusammenflusses von Roter und Wilder Weißeritz zweigt das Gleis der Schmalspurbahn von der Normalspurtrasse ab. Ab Freital-Coßmannsdorf tritt die Weißeritztalbahn in den felsigen und engen Rabenauer Grund ein. Das Gleis folgt in vielen engen Bögen dem Lauf der namensgebenden Roten Weißeritz, deren Lauf bis Rabenau insgesamt zwölfmal überbrückt wird.
Am Anfang des Spechtritzgrundes kurz nach dem Bahnhof Rabenau passiert die Bahn einen der engsten Abschnitte des Tales. Hier befinden sich die zwei engsten Gleisbögen der Strecke mit 50 Metern Halbmesser. Am folgenden Haltepunkt Spechtritz beginnt die längere 25-Promille-Steigung bis zur Talsperre Malter. Fast eben führt das Gleis dann entlang des Stausees bis Dippoldiswalde.
Ab Dippoldiswalde folgt die Strecke weitgehend der parallelen Bundesstraße 170. Nur zwischen Obercarsdorf und Schmiedeberg verläuft die Strecke in Hanglage, um das Ortszentrum von Schmiedeberg zu umgehen. Auf diesem Abschnitt befindet sich der Schmiedeberger Viadukt, der größte Kunstbau der Bahn. Auf den letzten Kilometern steigt die Strecke nochmals stark an. Kurz vor dem Endbahnhof Kurort Kipsdorf befindet sich die Maximalneigung von 34,7 Promille (1:28,8).

### Betriebsstellen
Freital-Hainsberg ⊙

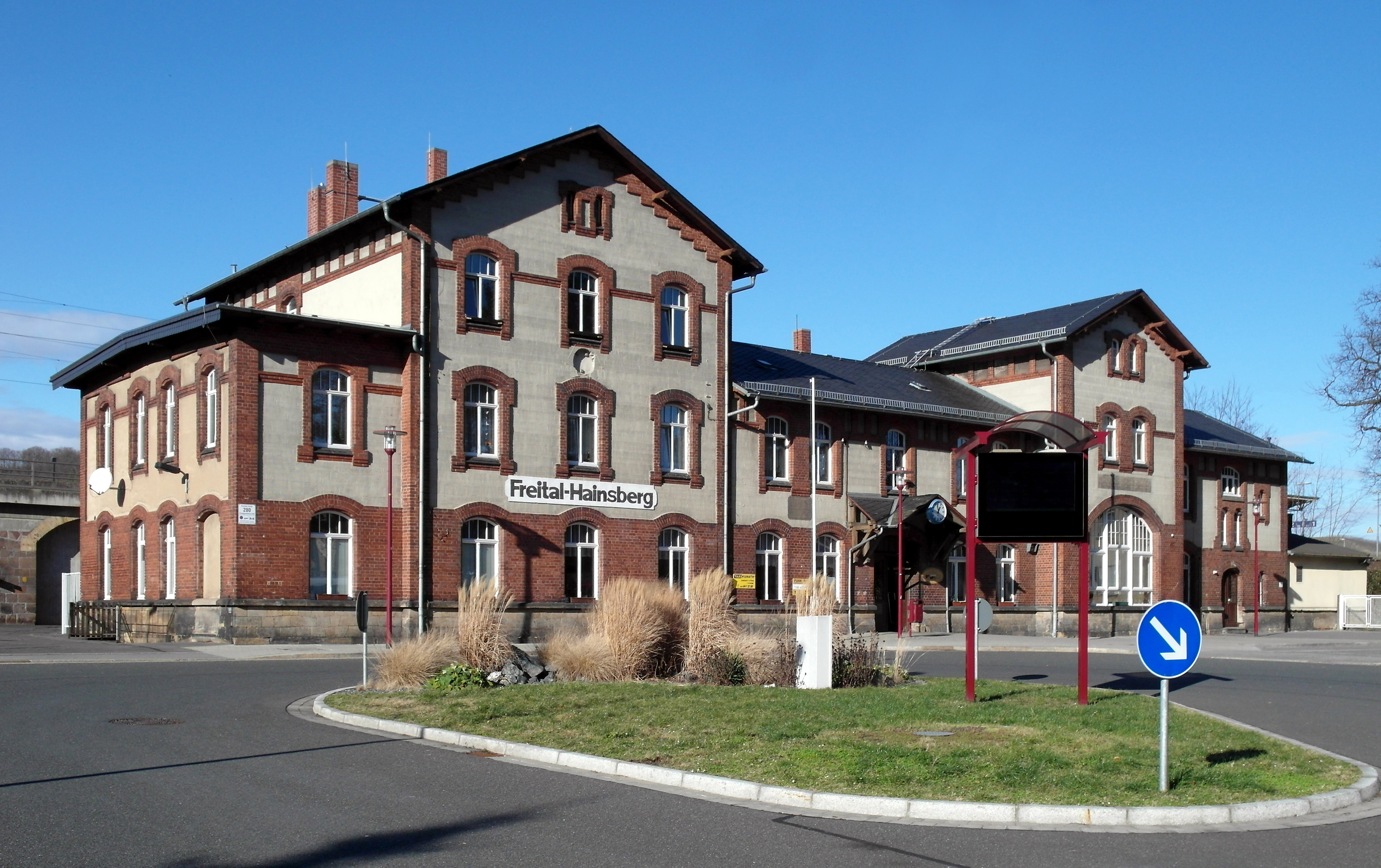
Bahnhof Freital-Hainsberg

Der Bahnhof Freital-Hainsberg (bis 1965: Hainsberg (Sachs)) ist seit dem 1. November 1882 der Ausgangspunkt der schmalspurigen Weißeritztalbahn. Sein heutiges Aussehen erhielt der Spurwechselbahnhof bei einem Umbau in den Jahren 1903 bis 1912. Neben der Lokomotiveinsatzstelle und den ehemaligen Güterverkehrsanlagen befinden sich hier mehrere Abstellgleise. Bis 2018 will die SDG mit Fördermitteln des Landes eine neue Werkstatt zur Wartung und Reparatur von Lokomotiven und Wagen bauen. Die Station wurde am 28. Juni 1855 eröffnet und am 1. Oktober 1874 zum Bahnhof erhoben. Die Station trug in ihrer Geschichte bereits vier unterschiedliche Namen, im Einzelnen waren dies:
- bis 12. Januar 1918: Hainsberg
- bis 12. Dezember 1933: Hainsberg (Sa)
- bis 29. September 1965: Hainsberg (Sachs)
- seit 29. September 1965: Freital-Hainsberg

In Freital-Hainsberg besteht Anschluss von und nach den Zügen der S-Bahn-Linie S3 und der Regionalbahnlinie RB30 Dresden–Zwickau.
Freital-Coßmannsdorf ⊙

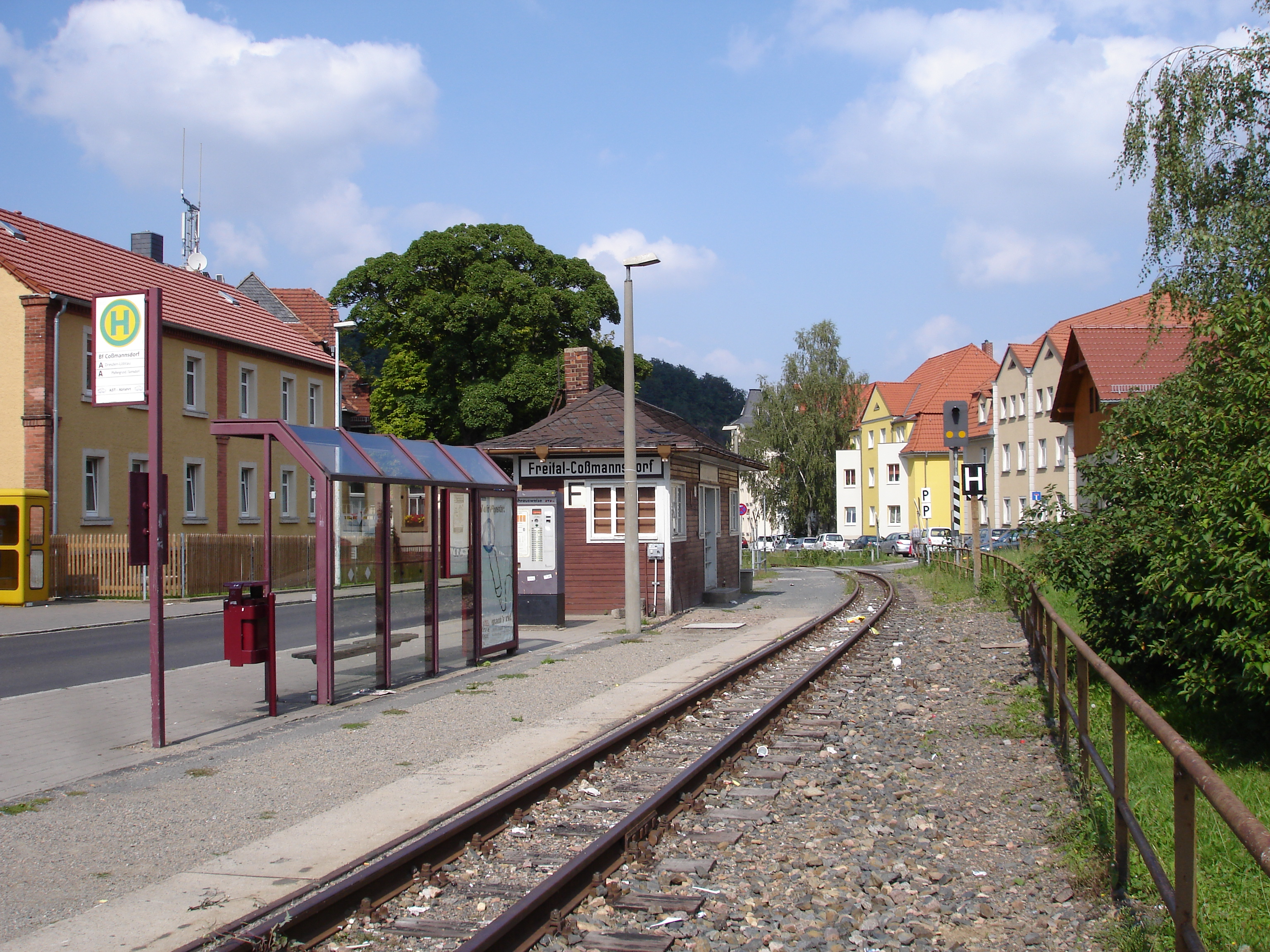
Haltepunkt Freital-Coßmannsdorf

Der Haltepunkt Freital-Coßmannsdorf besteht seit dem 1. April 1883. 1887 wurde er im Zusammenhang mit dem Bau des Anschlussgleises zur Spinnerei Coßmannsdorf an die heutige Stelle verlegt. 1905 wurde er zum Bahnhof erweitert, sodass Zugkreuzungen stattfinden konnten. Bereits Anfang der 1950er Jahre wurde Freital-Coßmannsdorf wieder zum Haltepunkt zurückgebaut.
Von 1935 bis 1974 befand sich direkt am Haltepunkt die Endstelle einer Dresdner Straßenbahnlinie. Stattdessen halten hier heute die Busse der Linie A (früher 3A) des Freitaler Stadtverkehrs. Heute besteht gegenüber dem Haltepunkt das Einkaufszentrum „Weißeritz-Park“, welches in die Gebäude der einstigen Kammgarnspinnerei Coßmannsdorf integriert wurde. Das historische Dienstgebäude des Haltepunktes ist bis heute original erhalten und steht unter Denkmalschutz. Es befindet sich heute im Eigentum der IG Weißeritztalbahn.
Rabenau ⊙

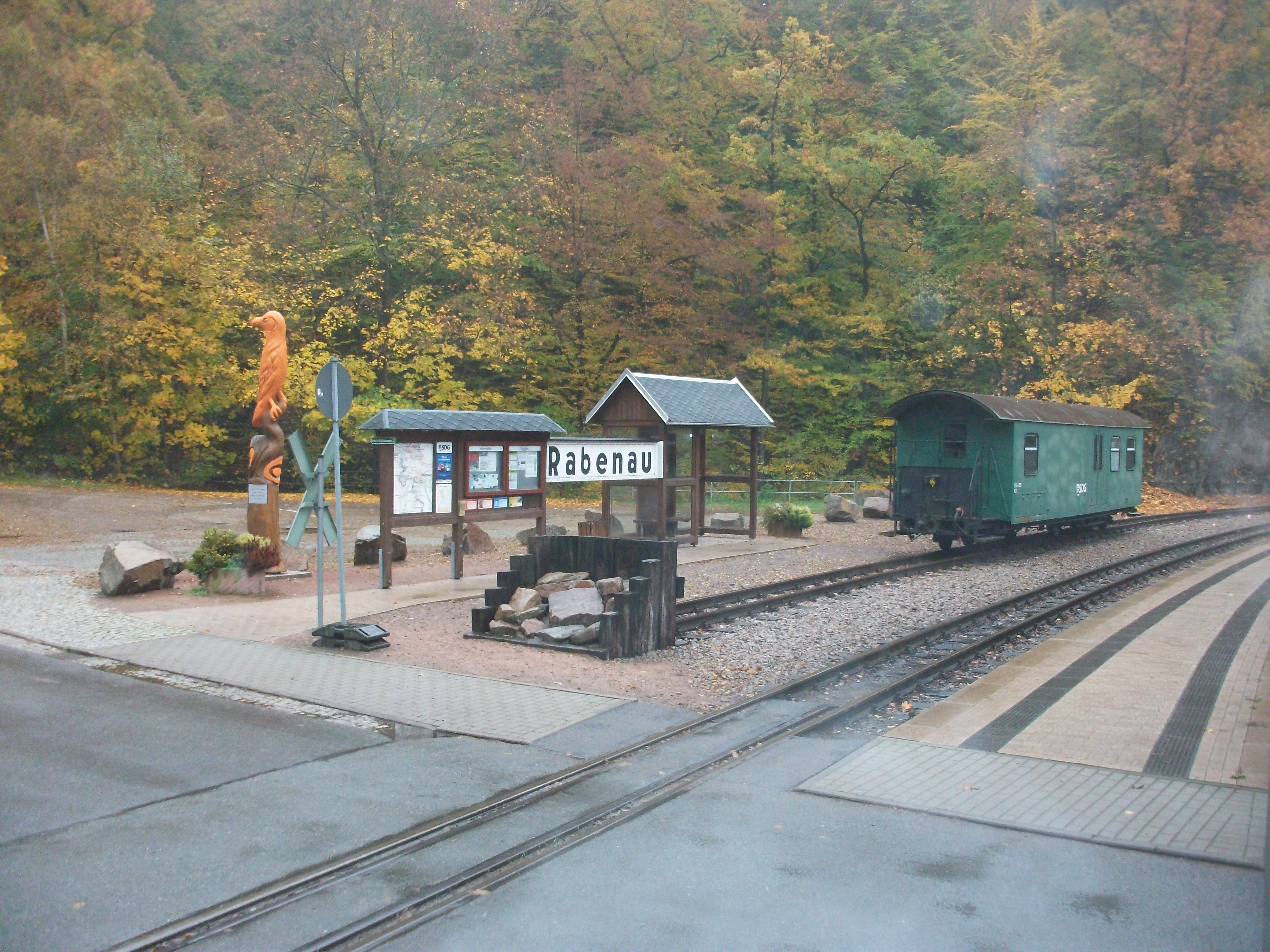
Bahnhof Rabenau (2016)

Der Bahnhof Rabenau besteht seit Eröffnung der Strecke. Wegen Platzmangels befanden sich die Dienstgebäude auf einem Balkon über der Weißeritz, wurden aber in den 1970er Jahren abgerissen.
Bereits kurz nach Betriebseröffnung musste der Bahnhof wegen des regen Andranges der Reisenden erstmals erweitert werden. 1885 wurden die heute nicht mehr existierenden Ladegleise im Oelsabachtal eingerichtet, welche vor allem der Stuhlbauindustrie in Rabenau und Oelsa dienten. Am 1. Januar 1970 wurde Rabenau als Güterverkehrsstelle aufgelassen, 1981 wurden die Ladegleise abgebaut.
Zugkreuzungen fanden in Rabenau planmäßig bis in die 1990er Jahre statt. Der Güterboden mit der abgeschrägten Giebelseite wurde im Dezember 2007 abgerissen. Rabenau erhielt beim Wiederaufbau 2008 wegen seiner Funktion als Kreuzungsbahnhof Rückfallweichen. Die Rückfallvorrichtungen wurden im Jahr 2019 ausgebaut und die Signale deaktiviert.
Spechtritz ⊙

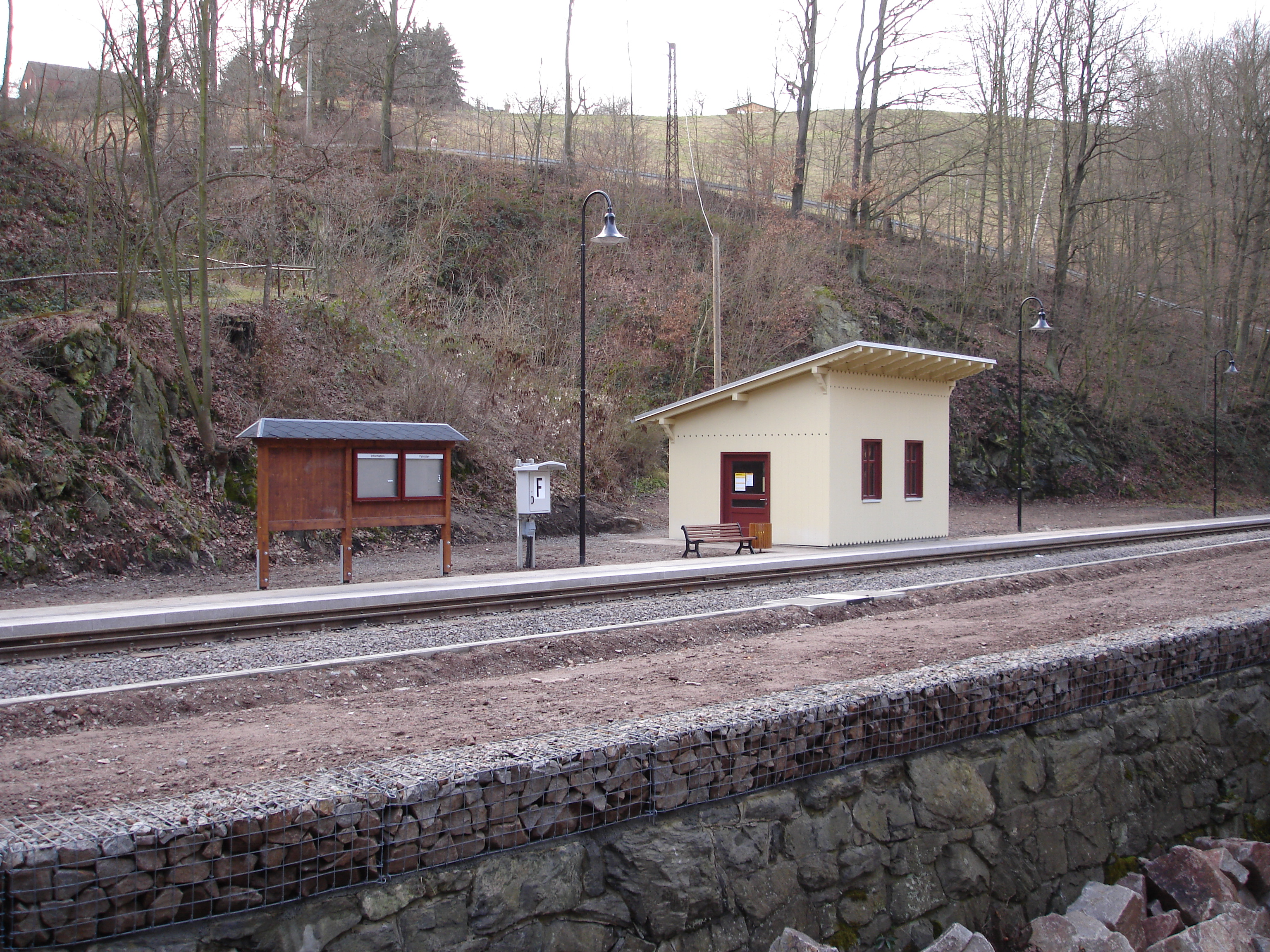
Haltepunkt Spechtritz (2008)

Der heutige Haltepunkt Spechtritz hatte früher ein Ladegleis. Es wurde 1968 nach der Einstellung des Stückgutverkehrs abgebaut. Nahe dem Haltepunkt befand sich das kurze Anschlussgleis der Korkmühle Spechtritz, welches die Reichsbahn bis 1986 regelmäßig bediente.
Die Hochbauten des Bahnhofes – bestehend aus Beamtenwohnhaus und Wartehalle – waren bis zum Hochwasser 2002 noch komplett erhalten. Anfang 2008 wurden sie wegen der Hochwasserschäden abgerissen. Die Wartehalle wurde mittlerweile in historischer Form wieder neu aufgebaut.
Seifersdorf ⊙

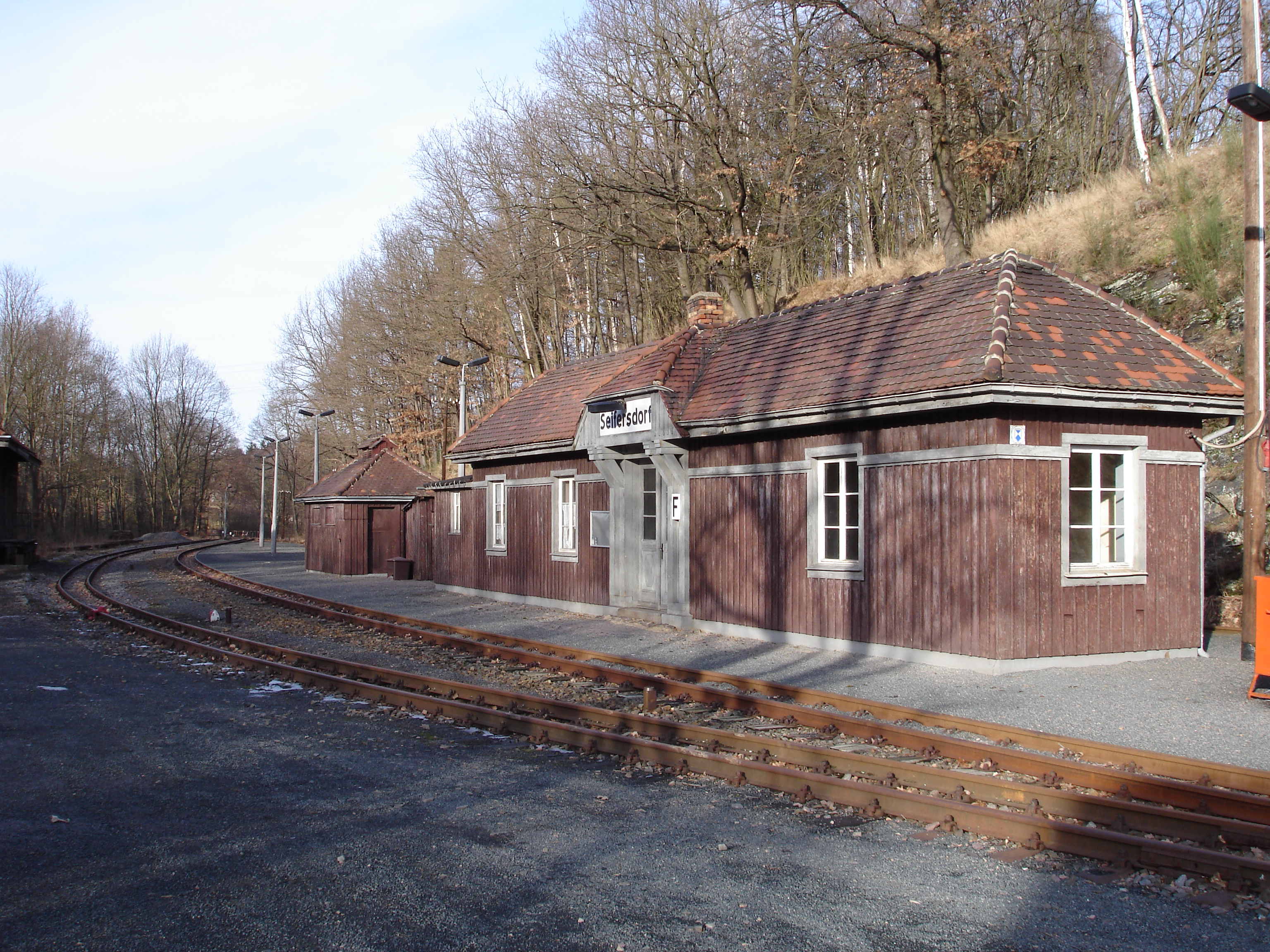
Bahnhof Seifersdorf (2008)

Der heutige Bahnhof Seifersdorf wurde 1912 in Betrieb genommen, als die Trasse wegen des Baues der Talsperre Malter neu trassiert werden musste. Der alte Bahnhof befand sich auf gleicher Höhe jenseits der Weißeritz und ist bis heute im Gelände trotz Überbauung mit Garagen noch auszumachen. Bemerkenswert ist die hohe, aus Bruchsteinen aufgesetzte Stützmauer zur Weißeritz. Die Hochbauten des Bahnhofes stehen unter Denkmalschutz. Sie sind nicht mehr vollständig erhalten. Ein Güterschuppengebäude wurde im Zuge des Wiederaufbaues nach dem Hochwasser des Jahres 2002 abgerissen. Die verbliebenen Gebäude befinden sich heute in der Obhut der IG Weißeritztalbahn.
Zugkreuzungen fanden in Seifersdorf planmäßig bis in die 1990er Jahre statt.
Wendisch Carsdorf
Die Ladestelle Wendisch Carsdorf befand sich an der 1912 aufgegebenen Trasse in Höhe der Staumauer der Talsperre Malter. Sie diente ausschließlich der Holzverladung aus den Wäldern der Dippoldiswalder Heide. Für die vier Kilometer entfernte namensgebende Ortschaft Karsdorf hatte die Betriebsstelle keine Bedeutung.
Malter ⊙

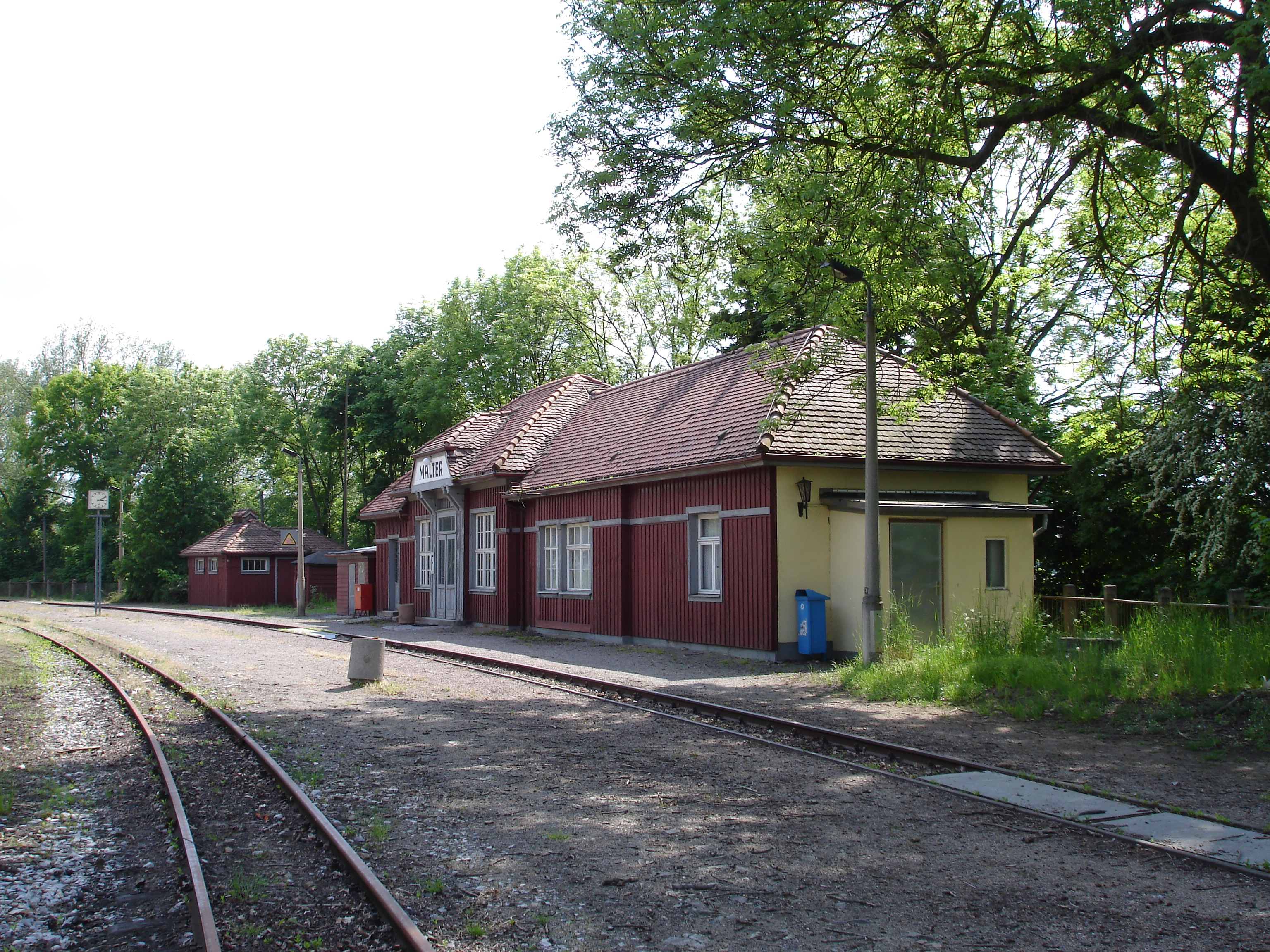
Bahnhof Malter (2008)

Der heutige Bahnhof Malter wurde wie der Bahnhof Seifersdorf erst 1912 errichtet. Er ist insbesondere für die An- und Abreise von Urlaubern und Badegästen zur Talsperre Malter bedeutsam.
Die unter Denkmalschutz stehenden Hochbauten des Bahnhofes sind nicht mehr komplett erhalten. Der denkmalgeschützte Güterschuppen wurde im Zuge des Wiederaufbaus im Jahr 2008 abgerissen.
Die alte Station befindet sich heute unter dem Wasserspiegel des Stausees. Sie bestand aus getrennten Anlagen für den Personen- und Güterverkehr. 1890 wurde der Personenhaltepunkt Malter wegen des stark angestiegenen Zugverkehrs zum Kreuzungsbahnhof ausgebaut.
Planmäßige Zugkreuzungen fanden in Malter bis Ende der 1960er Jahre statt. Ein Rückbau des Kreuzungsgleises erfolgte bis heute nicht.
Dippoldiswalde ⊙

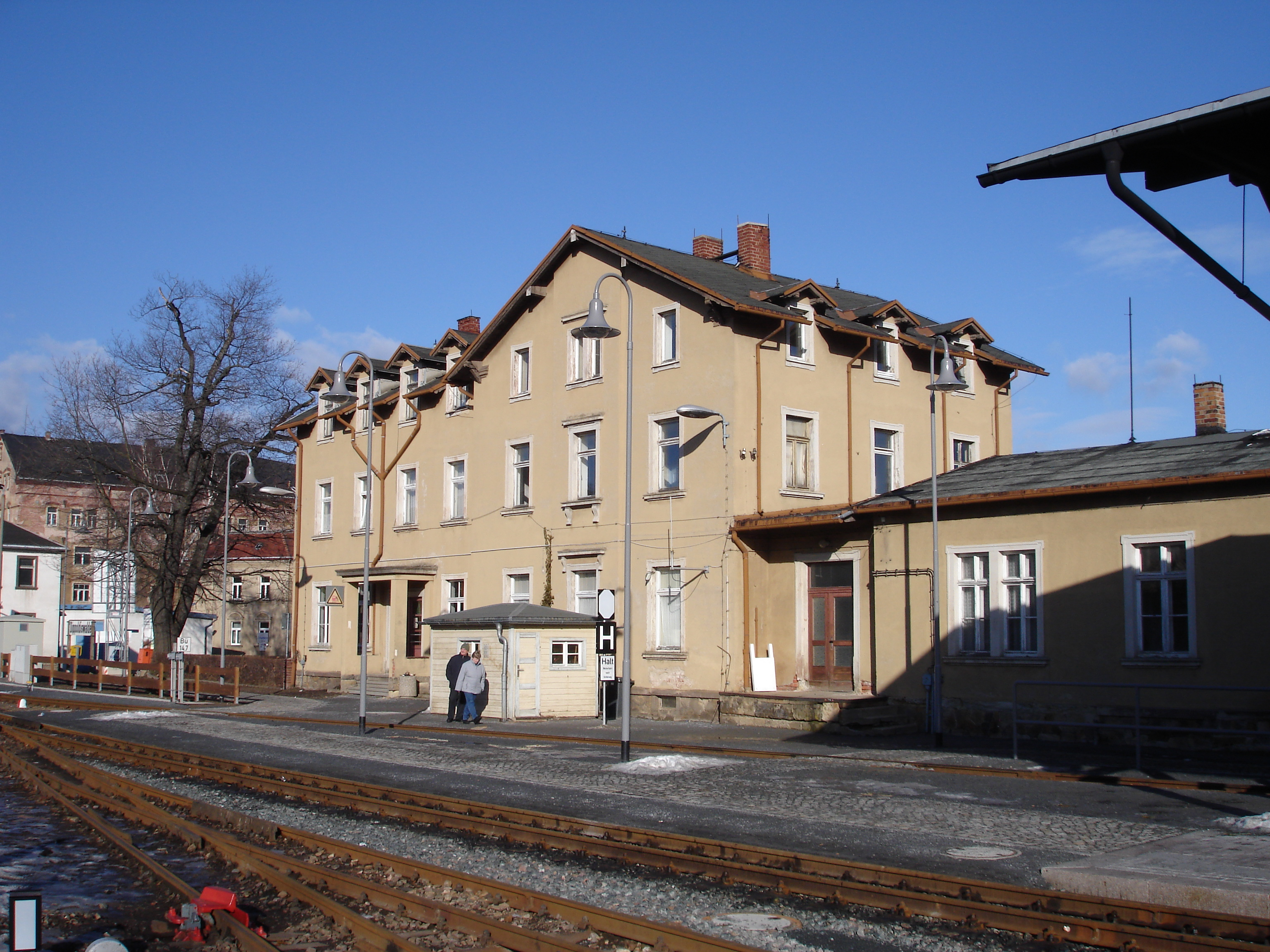
Bahnhof Dippoldiswalde (2009)

Der Bahnhof Dippoldiswalde ist der bedeutendste Zwischenbahnhof der Strecke. Neben zwei Bahnsteiggleisen existieren umfangreiche Anlagen für den Güterverkehr, die seit 1995 nicht mehr genutzt werden. Bemerkenswert ist der für eine Schmalspurbahn ungewöhnliche überdachte Inselbahnsteig.
Der Bahnhof Dippoldiswalde wurde in der Zeit seines Bestehens mehrfach erweitert. Im Jahr 1905 wurde der Bahnhof in Vorbereitung der Einführung des Rollfahrzeugverkehrs zur heutigen Größe erweitert. Kurioserweise wurde seinerzeit ein normalspuriges Ladegleis eingerichtet, welches mit zwei Rollwagengruben an die schmalspurigen Gleisanlagen angebunden war. In den Jahren 1913 und 1914 wurde das markante Wasserstationsgebäude errichtet, welches bis heute der Versorgung der Lokomotiven mit Speisewasser bei der Bergfahrt dient. Seit einem nochmaligen Umbau 1932 besitzen die Kreuzungsgleise eine Nutzlänge von 200 Metern.
Seitens der SDG ist vorgesehen, den Bahnhof Dippoldiswalde zu einem musealen Ensemble umzugestalten. Der Bahnhof Dippoldiswalde erhielt 2008 gemäß seiner Funktion als Kreuzungsbahnhof Rückfallweichen.
Ulberndorf ⊙
Der heutige Haltepunkt Ulberndorf besteht seit der Eröffnung der Strecke im Jahr 1881. Das ursprünglich 30 Meter lange Ladegleis wurde 1895 wegen des regen Güteraufkommens verlängert. Es war beidseitig mit Weichen ins Streckengleis eingebunden. Das hölzerne Stationsgebäude mit Dienst- und Warteraum wurde 1932 erbaut und im Zuge des Ausbaus der B 170 nach dem Hochwasser von 2002 abgerissen.
Wichtigster Güterkunde war das Naßpappenwerk Ulberndorf, für das um 1960 bis zu vier Güterwagen täglich bereitgestellt wurden. 1971 wurde das Ladegleis letztmals bedient, 1979 wurden die verschlissenen Weichen ausgebaut.
Obercarsdorf ⊙

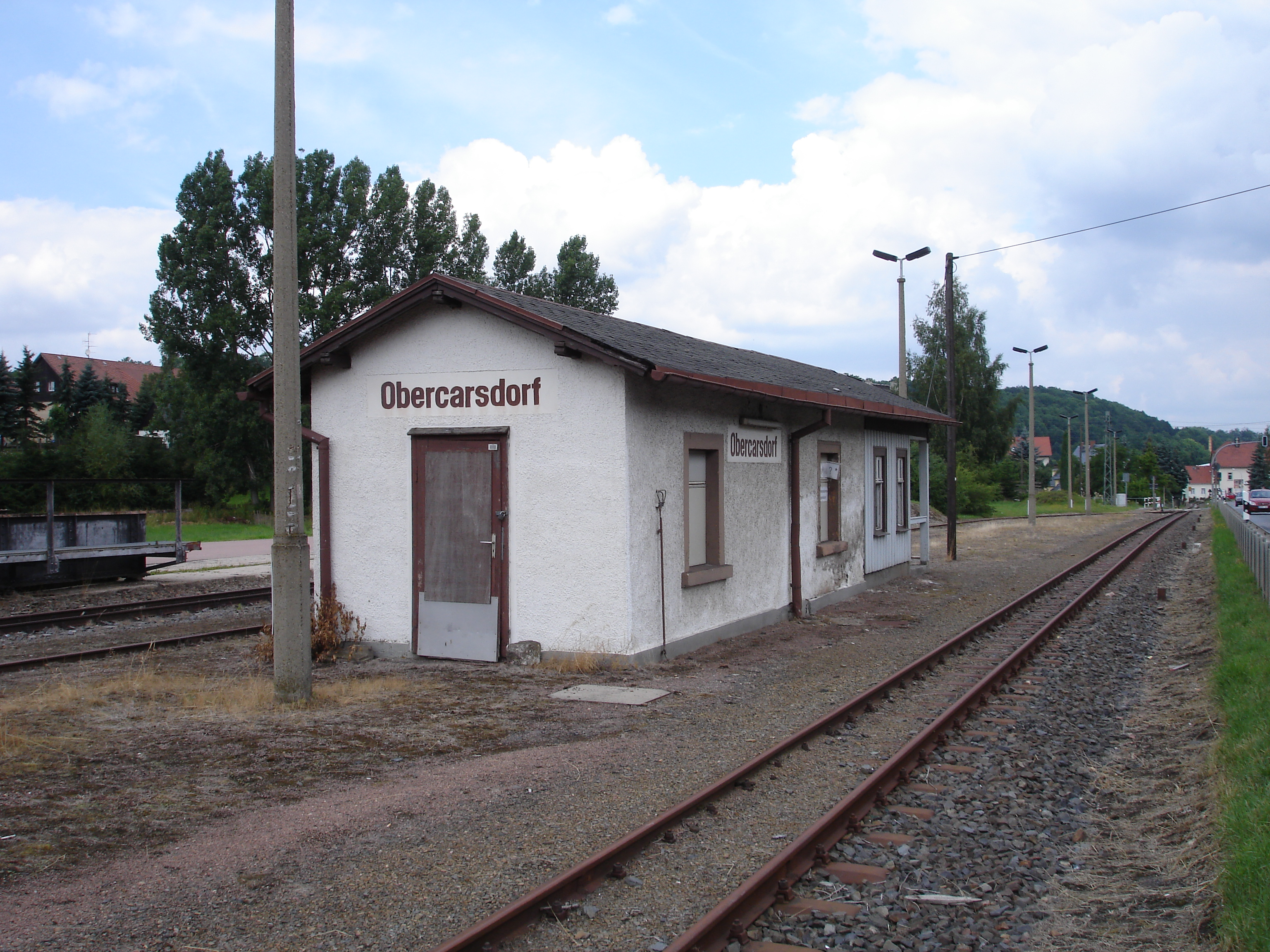
Bahnhof Obercarsdorf (2008)

Die Bahnstation in Obercarsdorf befand sich einst unmittelbar auf dem Dorfplatz. Sie wurde erst 1910 im Zusammenhang mit dem Ausbau zu einem Kreuzungsbahnhof an die heutige Stelle verlegt.
Am 4. Mai 1971 wurde Obercarsdorf als öffentlicher Gütertarifpunkt aufgelassen, jedoch erhielt die örtliche Bäuerliche Handelsgenossenschaft (BHG) weiterhin noch Wagenladungen zugestellt. An der Einfahrt des Bahnhofes befand sich bis 1990 das Anschlussgleis des Küchenmöbelwerkes Obercarsdorf (heute: Sachsenküchen).
Die Hochbauten des Bahnhofes Obercarsdorf sind bis heute nahezu komplett erhalten. Bis in die 1990er Jahre fanden in Obercarsdorf noch Zugkreuzungen statt.
Schmiedeberg-Naundorf ⊙
Der heutige Haltepunkt Schmiedeberg-Naundorf wurde im Rahmen der Neutrassierung von 1924 errichtet. Das ursprünglich vorhandene Ladegleis existiert nicht mehr. An dessen Stelle befinden sich heute Garagen.
Schmiedeberg (Bz Dresden) ⊙

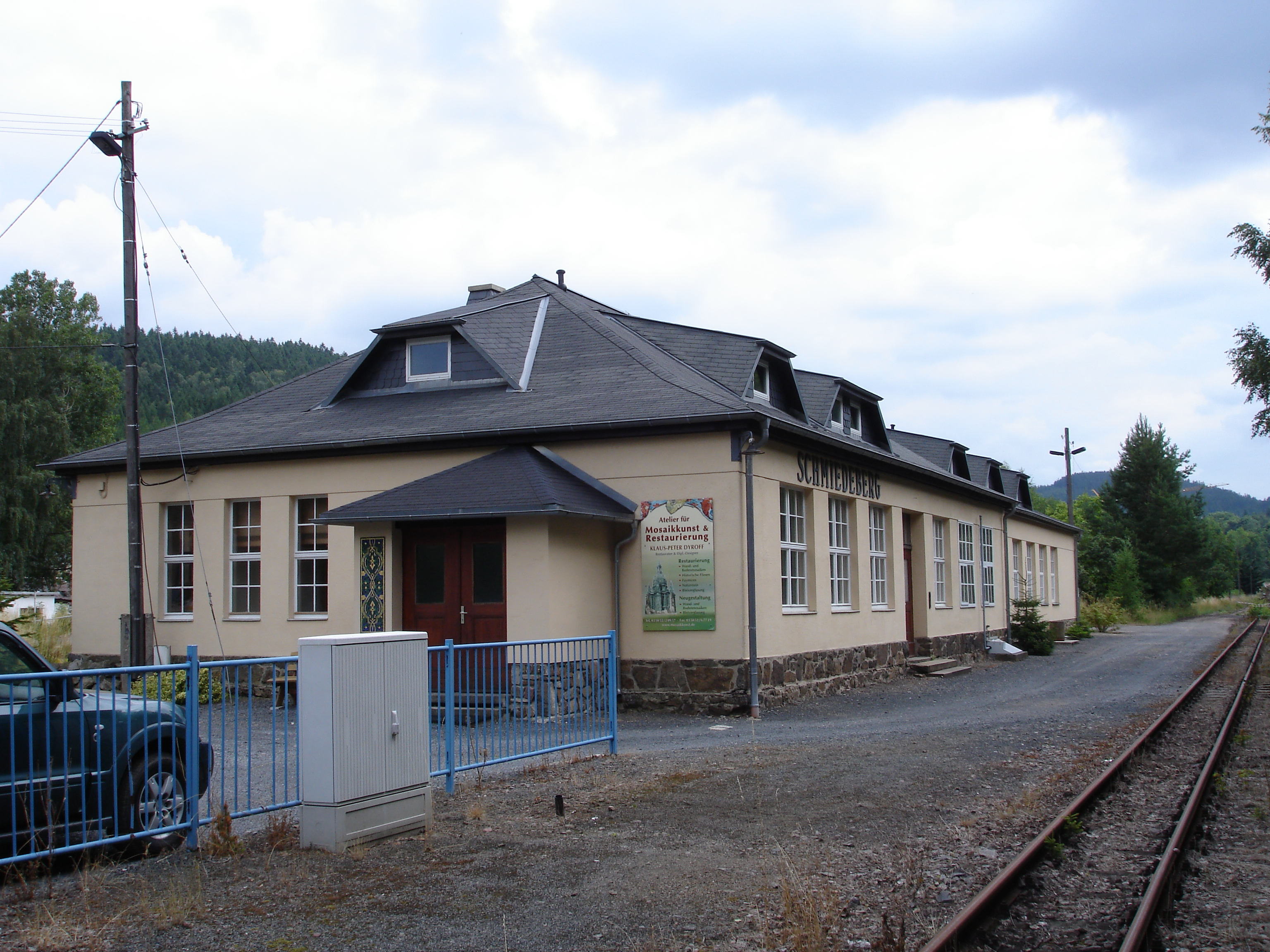
Bahnhof Schmiedeberg (2008)

Der heutige Bahnhof Schmiedeberg wurde ebenfalls im Rahmen der Neutrassierung von 1924 errichtet. Vorbereitet war an seiner Westseite die Einbindung der nicht fertiggestellten Pöbeltalbahn nach Moldau. Die zusätzlichen Gleise wurden jedoch nur teilweise errichtet. 1983 wurde das für die Pöbeltalbahn vorgesehene Gelände an eine Bürgergemeinschaft verkauft, welche darauf Garagen errichtete. Das Empfangsgebäude wurde Anfang der 1990er Jahre an einen privaten Eigentümer veräußert und dient heute gewerblichen Zwecken.
Zugkreuzungen fanden in Schmiedeberg noch bis Anfang der 1990er Jahre statt.
Buschmühle ⊙

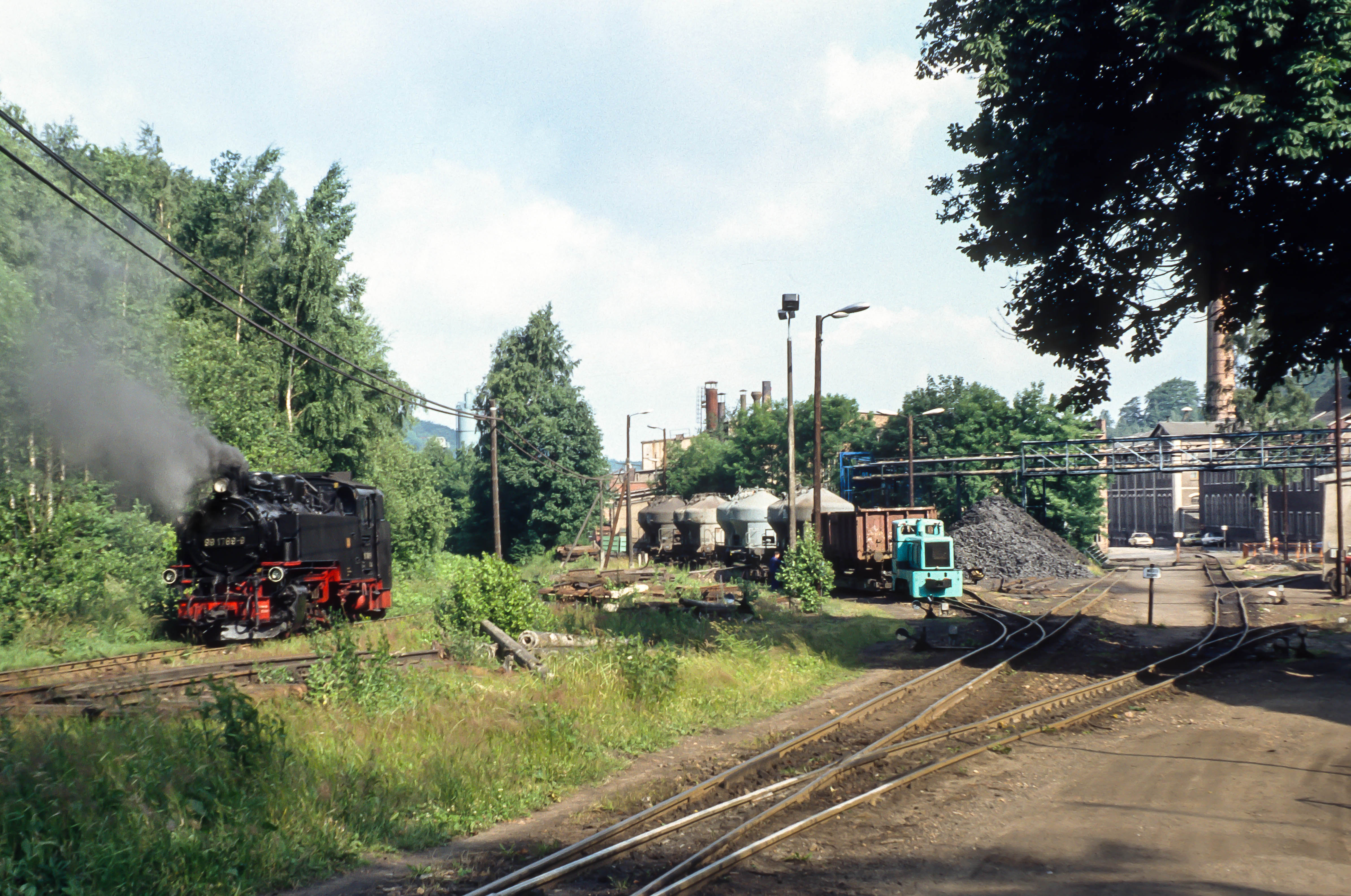
Ehemaliger Werkanschluss der Gießerei Schmiedeberg am 7. Juli 1990

Die Haltestelle Buschmühle besteht seit der Eröffnung der Strecke. Bis Anfang der 1990er Jahre endeten hier die Güterzüge zur Bedienung der Gießerei Schmiedeberg. Um die Lokomotive nach der Anschlussbedienung umsetzen zu können, wurde noch 1988 das ehemalige Ladegleis der Haltestelle erneuert.
Die Anlagen des Haltepunktes wurden während des Hochwassers im Jahr 2002 nur gering beschädigt und sind noch heute vollständig erhalten.
Kurort Kipsdorf Ldst
Der Güterbahnhof in Kurort Kipsdorf war aus Platzgründen räumlich vom Personenbahnhof getrennt. Während seiner Existenz wurde er mehrfach erweitert. Im Jahr 1926 entstand die Lokomotiveinsatzstelle mit einem veriständigen Heizhaus. Im Jahr 1935 wurde der bislang selbständige Güterbahnhof betrieblich mit dem Personenbahnhof vereinigt.
Um 1970 wurden die Gleise letztmals zum Güterumschlag genutzt. Später wurde hier der Bau von Garagen genehmigt. 2002 wurde das Planum des ehemaligen Bahnhofes durch die Wassermassen des Hochwassers weitgehend zerstört. Das Heizhaus dient heute nur noch zur geschützten Abstellung betrieblich nicht benötigter Lokomotiven und Wagen.
Kurort Kipsdorf ⊙

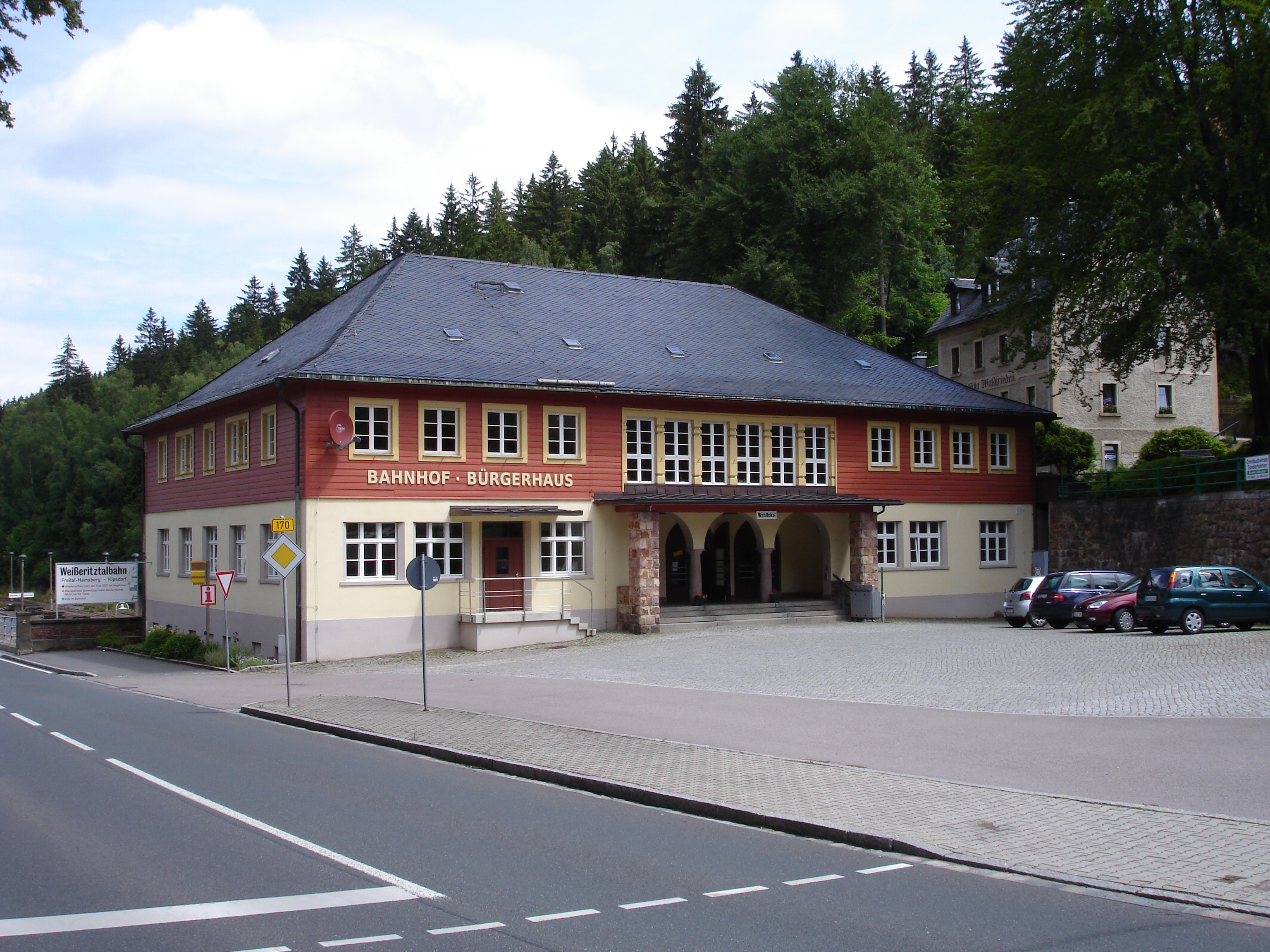
Bahnhof Kurort Kipsdorf (2009)

Der Bahnhof Kurort Kipsdorf erhielt sein heutiges Gesicht bei einem Umbau im Jahre 1934. Statt der alten beengten Bahnhofsanlage von 1883 entstand seinerzeit ein großzügig gestalteter Kopfbahnhof mit vier Bahnsteiggleisen.
Als Besonderheit besitzt das Empfangsgebäude eine Einfahrt für die Gepäckwagen, so konnte früher das Gepäck der Urlaubsgäste direkt aus dem Wagen zur Gepäckausgabe gebracht werden. Vergleichsweise einmalig für deutsche Schmalspurbahnen ist die Ausrüstung des Bahnhofes mit einem eigenen Hochstellwerk; nur der Bahnhof Bertsdorf der Zittauer Schmalspurbahnen besitzt noch ein solches.
Das Empfangsgebäude befindet sich heute im Eigentum der Stadt Altenberg, die darin ein Bürgerzentrum betreibt.

### Ingenieurbauten

#### Brücken

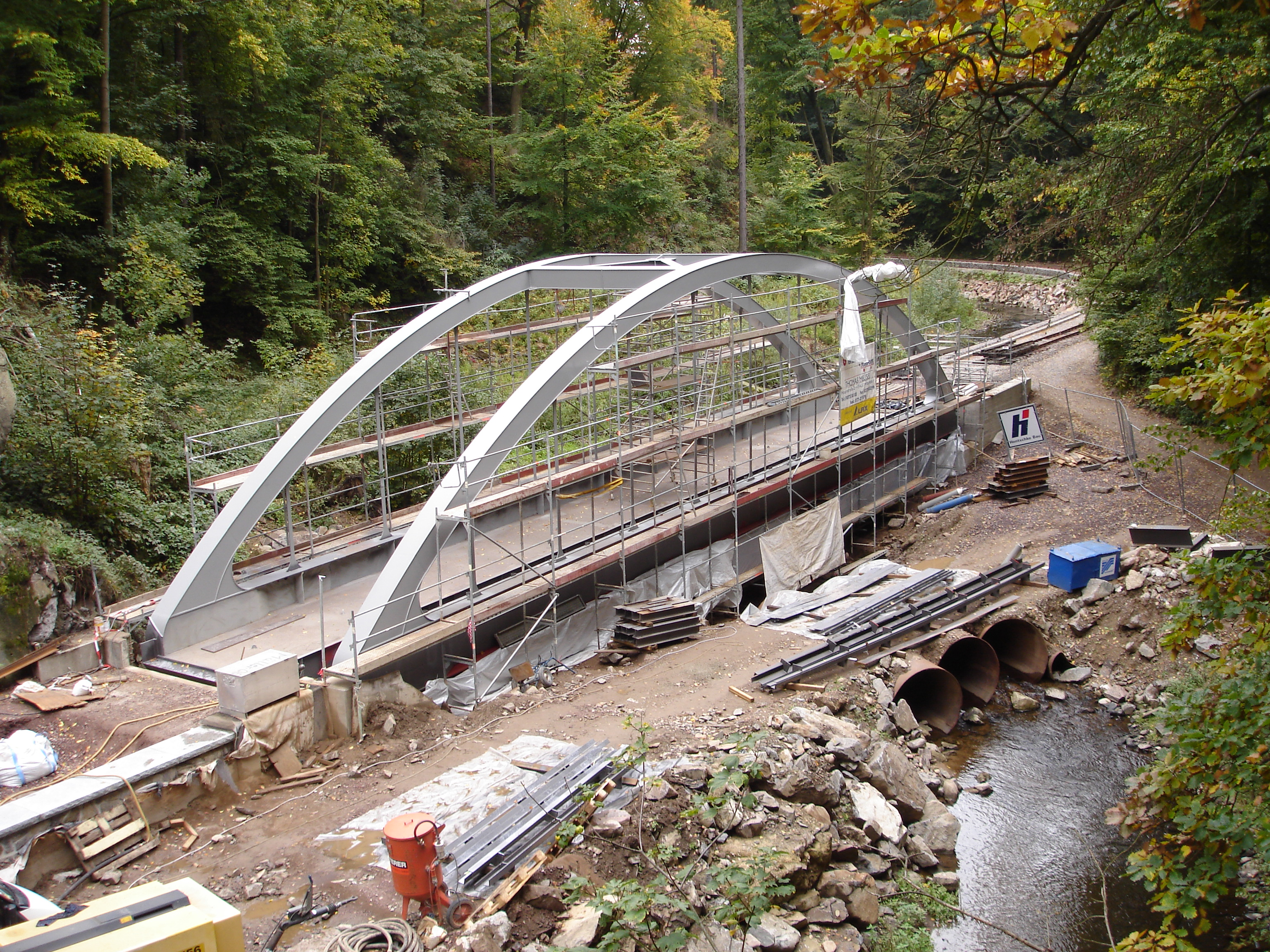
Die neue Stabbogenbrücke bei Rabenau im Bau (Oktober 2008)

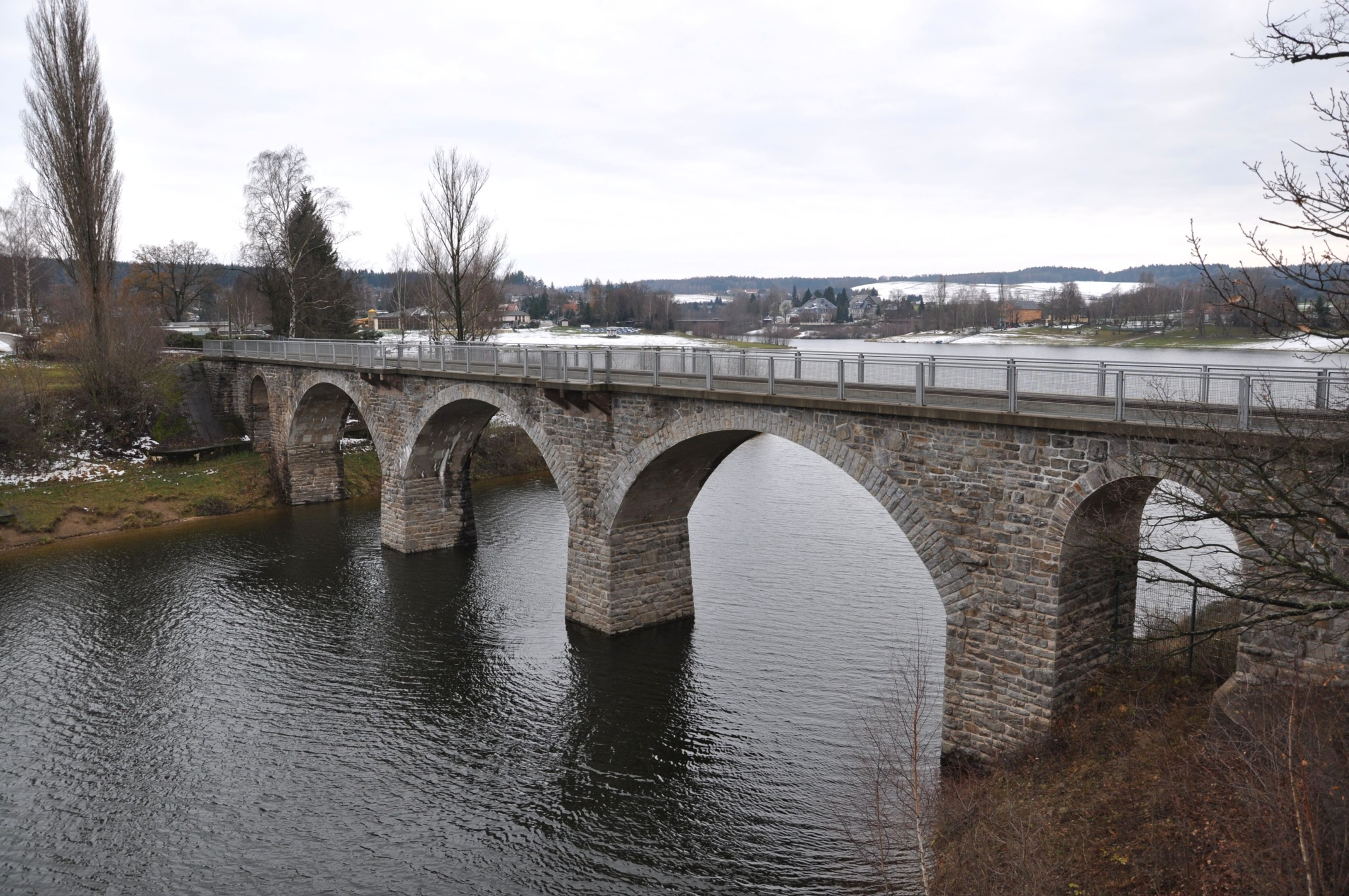
Die Brücke Bormannsgrund überspannt einen Seitenarm der Talsperre Malter (2013)

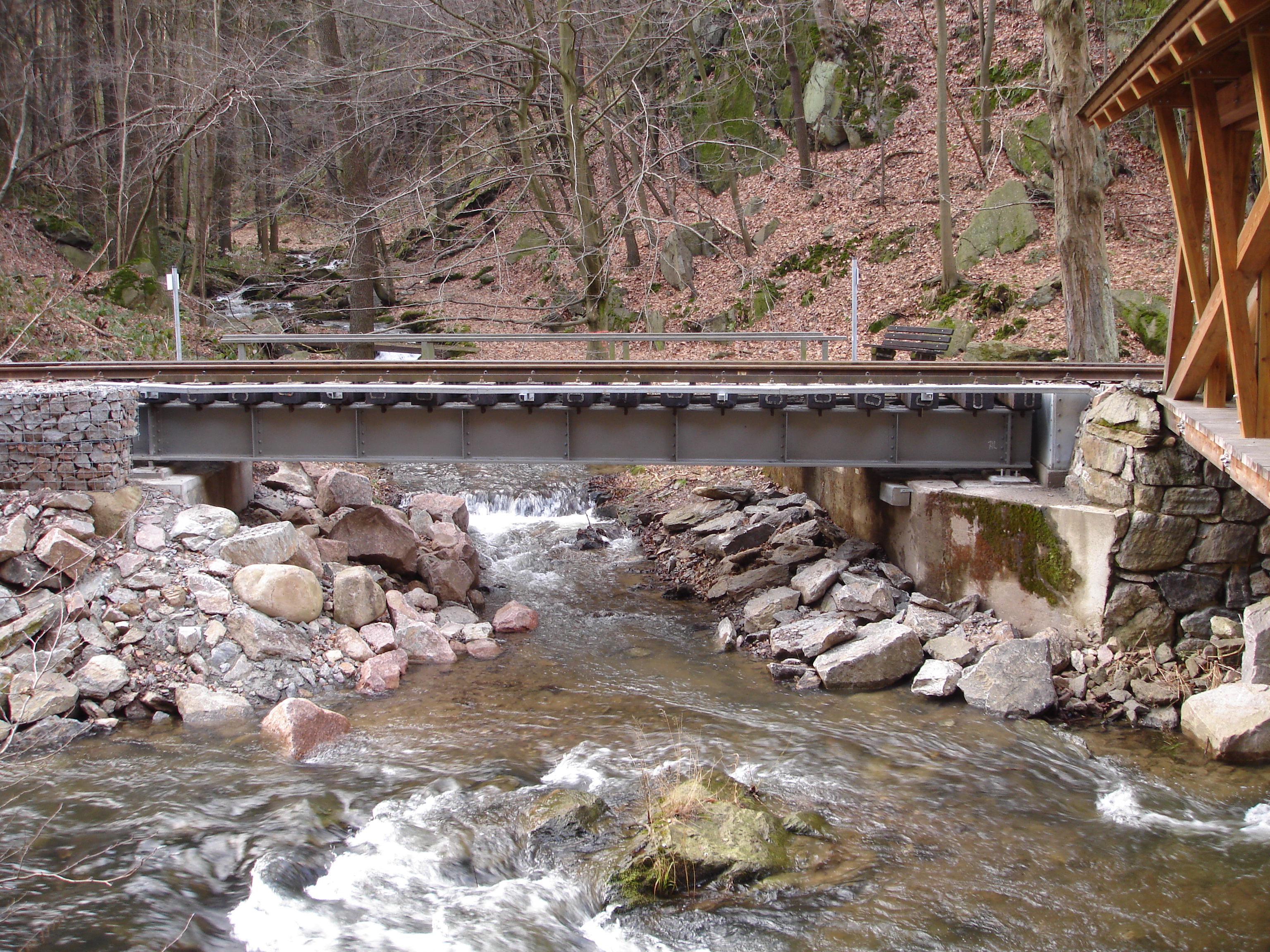
Einfache Blechträgerbrücke an der Einmündung des Borlasbaches in die Rote Weißeritz (2008)

Im Verlauf der Strecke von Hainsberg bis Kipsdorf überquert die Strecke 28 Brücken, davon zwölf allein zwischen Coßmannsdorf und Rabenau. Es handelt sich um Blechträgerbrücken, Steinbogenbrücken, Betonbrücken (teils mit Natursteinverblendung) sowie um eine Stabbogenbrücke.
Weißeritzbrücken km 2,556, 2,941, 3,123 und 3,196
Die vier Brücken wurden 1881 in massiver Bauweise als Steinbogenbrücken erstellt. Die geringen Zugmassen ermöglichten eine vergleichsweise schlanke, formschöne Konstruktion, die bis heute den mittlerweile gestiegenen Anforderungen des Bahnbetriebes genügt. In jüngerer Zeit erhielten alle Brücken eine neue Fahrbahnwanne aus Stahlbeton; zuletzt die Brücke am Wasserkraftwerk bei Kilometer 2,556 im Jahr 2008.
Die Brücke nach dem ehemaligen Tunnel am Einsiedlerfelsen bei Kilometer 3,196 wurde bei dem Hochwasser 2002 komplett weggerissen. Im Laufe des Jahres 2008 wurde sie in ähnlicher Form als Stahlbetonkonstruktion mit Natursteinverblendung neu aufgebaut.
Weißeritzbrücke km 5,391
Die Brücke bei Kilometer 5,391 liegt an einer der engsten Stellen des Rabenauer Grundes unmittelbar nach dem Bahnhof Rabenau. Wegen ihrer exponierten Lage an einer Flussbiegung wurde sie bei den beiden großen Hochwassern in den Jahren 1897 und 2002 schwer in Mitleidenschaft gezogen.
Die erste Brückenkonstruktion bestand aus genieteten Blechträgern in Bogenbauweise, 1931 wurde sie wegen der notwendigen Erhöhung der Achslasten durch eine neue dreifeldrige Brücke aus geraden Blechträgern ersetzt. Im Herbst 2008 wurde eine neue Stabbogenbrücke eingebaut, die nunmehr ohne Pfeiler im Flussbett auskommt.
Brücke Seifersdorf
Die 70 Meter lange Brücke über die alte bisherige Trasse und die Weißeritz bei Seifersdorf wurde 1911 im Rahmen der Neutrassierung des Abschnittes Spechtritz–Dippoldiswalde errichtet. Sie besteht aus Stahlbeton mit einer Natursteinverblendung.
Brücke Goldgrubengrund
Die 45 Meter lange Brücke über den Goldgrubengrund liegt im bis 1913 neutrassierten Abschnitt Spechtritz–Dippoldiswalde. Bis in die 1990er Jahre trug die Brücke einen Windschutzzaun, um bei hohen seitlichen Winddrücken ein Entgleisen und Umkippen von Zügen zu verhindern. Im Rahmen der Wiederaufbauarbeiten nach dem Hochwasser 2002 erhielt sie eine neue Gewölbeabdichtung.
Brücke Bormannsgrund
Die Brücke über den Bormannsgrund führt heute über einen Seitenarm der Talsperre Malter. Ursprünglich war der Bau einer kombinierten Brücke für Straße und Bahn als dreifeldrige Blechträgerbrücke angedacht, gebaut wurden jedoch zwei separate Brücken in Steinbogenbauweise. Fertiggestellt wurde die 66 Meter lange Brücke im August 1911. Sie besteht aus Stampfbeton mit Natursteinverblendung. Die Brücke Bormannsgrund besaß ursprünglich einen Windschutzzaun.
Viadukt Schmiedeberg
Der Viadukt Schmiedeberg ist mit 191 Metern Gesamtlänge das längste Brückenbauwerk entlang der Weißeritztalbahn. Die Brücke wurde erst 1920 im Rahmen der Neutrassierung des Abschnittes Obercarsdorf–Buschmühle über die Einmündung des Pöbelbachtales in der Ortslage Schmiedeberg errichtet. Wegen der seinerzeit hohen Stahlpreise wurde anstatt der ursprünglich konzipierten Stahlträgerbrücke eine Bogenbrücke mit acht Bögen in Stahlbetonkonstruktion ausgeführt. Aus optischen Gründen erhielt die Brücke eine Natursteinverkleidung.

#### Tunnel

Ehemaliger Tunnel bei Rabenau

Beim Bau der Strecke wurde im Rabenauer Grund nahe dem Einsiedlerfelsen ein kurzer, nur 17 Meter langer Tunnel erstellt. Am 11. Oktober 1881 erfolgte der Durchschlag, am 5. April 1882 war der Tunnel mit dem Setzen des Schlusssteines fertiggestellt.
Nach der Jahrhundertwende wurde die Beförderung normalspuriger Güterwagen mit Rollwagen auf der Weißeritztalbahn geplant. Voraussetzung dafür war eine erhebliche Erweiterung des vorhandenen Lichtraumprofiles. In dem Zusammenhang wurde der Tunnel vom 28. Mai bis 15. August 1905 durch das Deubener Bauunternehmen Emil Partzsch abgetragen. Heute befindet sich an Stelle des Tunnels ein Einschnitt.

## Fahrzeugeinsatz

### Lokomotiven

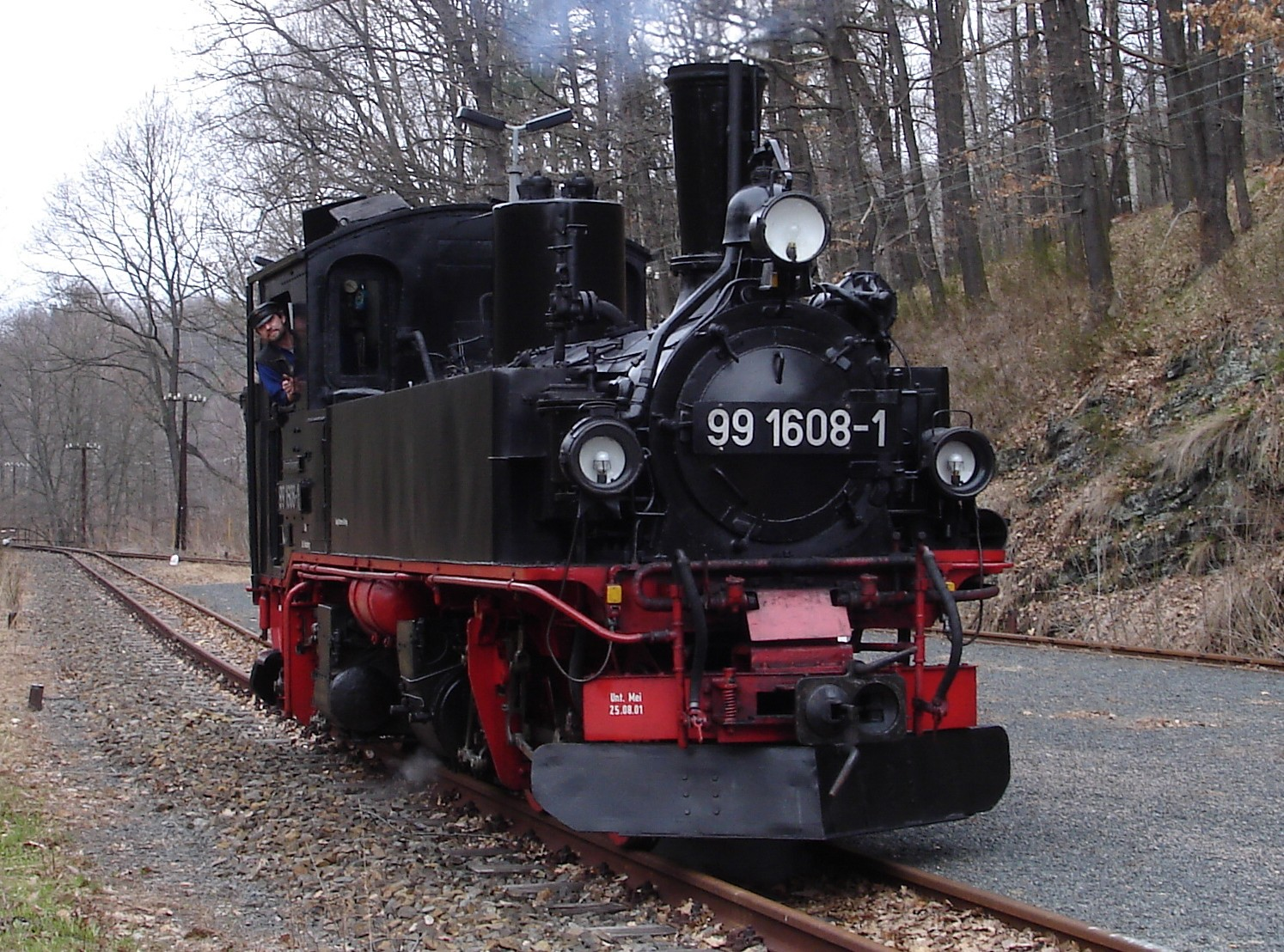
Sächsische IV K (99 608) in Seifersdorf (2006)

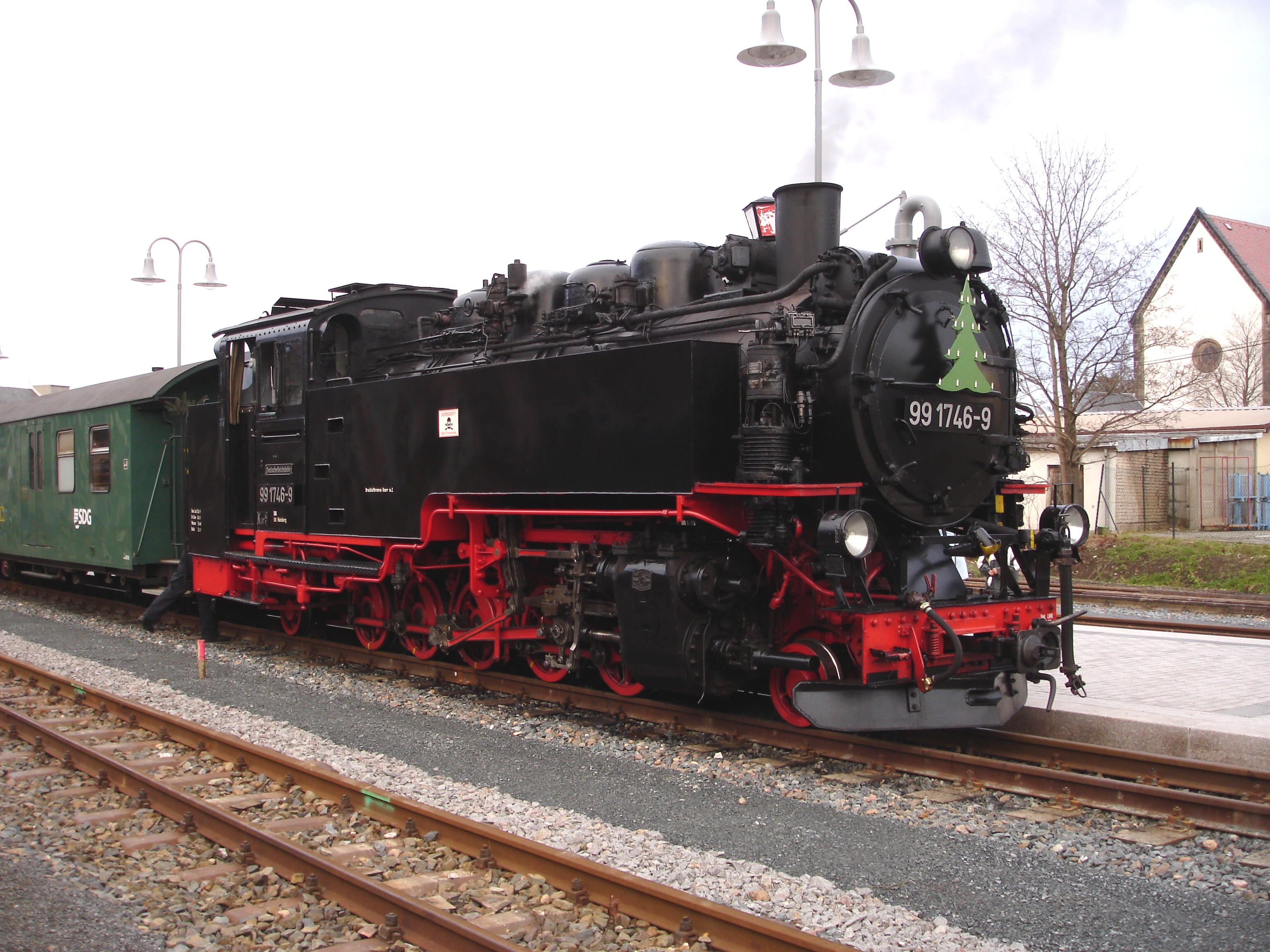
Einheitslokomotive 99 1746 in Dippoldiswalde (2008)

In den ersten Betriebsjahren wurde der Zugverkehr zunächst mit den recht leistungsschwachen dreifachgekuppelten I K-Lokomotiven abgewickelt. Aufgrund der großen Neigung und der geplanten hohen Zuglasten ging man von vor Anfang an vom planmäßigen Einsatz von Vorspannlokomotiven aus. Im Jahr 1885 beschafften die Königlich Sächsischen Staatseisenbahnen darum zwei stärkere Lokomotiven von R. & W. Hawthorn aus England. Diese später in der Gattung II K eingereihten Lokomotiven bewährten sich nicht. Sie wurden bis 1909 verschrottet.
Ab 1892 prägten die Lokomotiven der sächsischen Gattung IV K den Lokomotiveinsatz. Diese Maschinen waren durch ihre Drehgestellbauart gut bogenläufig und zugleich leistungsstark. Mit diesen Maschinen konnte der planmäßige Einsatz von Vorspannlokomotiven aufgegeben werden.
Einsätze der Nachfolgebauart der Gattung V K sind auf der Weißeritztalbahn nachweisbar. Überliefert ist der Einsatz von drei Lokomotiven, die auf der Schmalspurbahn Heidenau–Altenberg beheimatet waren, jedoch durch die Zugehörigkeit beider Strecken zum selben Maschinenamt gelegentlich auf der Weißeritztalbahn verkehrten. Im Zeitraum von 1918 bis 1923 zeigen Quellen den Einsatz von V K-Lokomotiven beim Bau der Talsperre Malter im Güterzugdienst auf.
Nach dem Ersten Weltkrieg wurden die neu beschafften, leistungsfähigen Lokomotiven der Gattung VI K in Hainsberg beheimatet. Diese fünffachgekuppelten Lokomotiven nach dem Gölsdorf-Prinzip blieben bis Anfang der 1950er Jahre auf der Strecke im Einsatz.
Ab 1928 gelangten fabrikneu die ersten Einheitslokomotiven der DR-Baureihe 99.73–76 zur Weißeritztalbahn. Damit war es möglich, die überlangen Wintersportzüge mit nur einer Lokomotive bergwärts zu befördern. Bis heute ist diese Baureihe prägend für den Betrieb auf der Weißeritztalbahn. Erst in den 1970er Jahren kamen infolge der Stilllegung der Trusebahn und der Strecken Schönfeld-Wiesa–Meinersdorf und Wilischthal–Thum einige Neubaulokomotiven der DR-Baureihe 99.77–79 zur Weißeritztalbahn. Die SDG beheimatet seit 2008 drei Lokomotiven beider Bauarten in Freital-Hainsberg, mit denen der planmäßige Betrieb abgewickelt wird. Bei fälligen Hauptuntersuchungen sind Lokomotivtausche mit den anderen Strecken der SDG üblich.
Seit 2002 ist eine Diesellokomotive der rumänischen Bauart L45H in Freital-Hainsberg beheimatet, die vom Oberschlesischen Schmalspurnetz in Polen stammt. Genutzt wird sie für Rangierarbeiten, Arbeitszüge oder als Ersatzlokomotive vor planmäßigen Zügen.

### Wagen
Die eingesetzten Wagen entsprachen den allgemeinen sächsischen Bau- und Beschaffungsvorschriften für die Schmalspurbahnen und konnten daher freizügig mit Fahrzeugen anderer sächsischer Schmalspurstrecken getauscht werden.
Jahrzehntelang prägend war für die Weißeritztalbahn ein großer Bestand an Einheitsreisezugwagen, die in den Jahren 1929 bis 1932 geliefert worden waren. Noch bis in die 1980er Jahre bestanden Reisezüge oftmals typenrein aus diesen Fahrzeugen.
Heute kommen in den planmäßigen Reisezügen meist modernisierte, umgangssprachlich als „Reko-Wagen“ bezeichnete Fahrzeuge zum Einsatz, die von 1988 bis 1992 in der Werkabteilung Perleberg des Raw Wittenberge auf den alten Fahrgestellen neu aufgebaut wurden.

## Die Schmalspurbahn Freital-Hainsberg–Kurort Kipsdorf als Versuchsstrecke

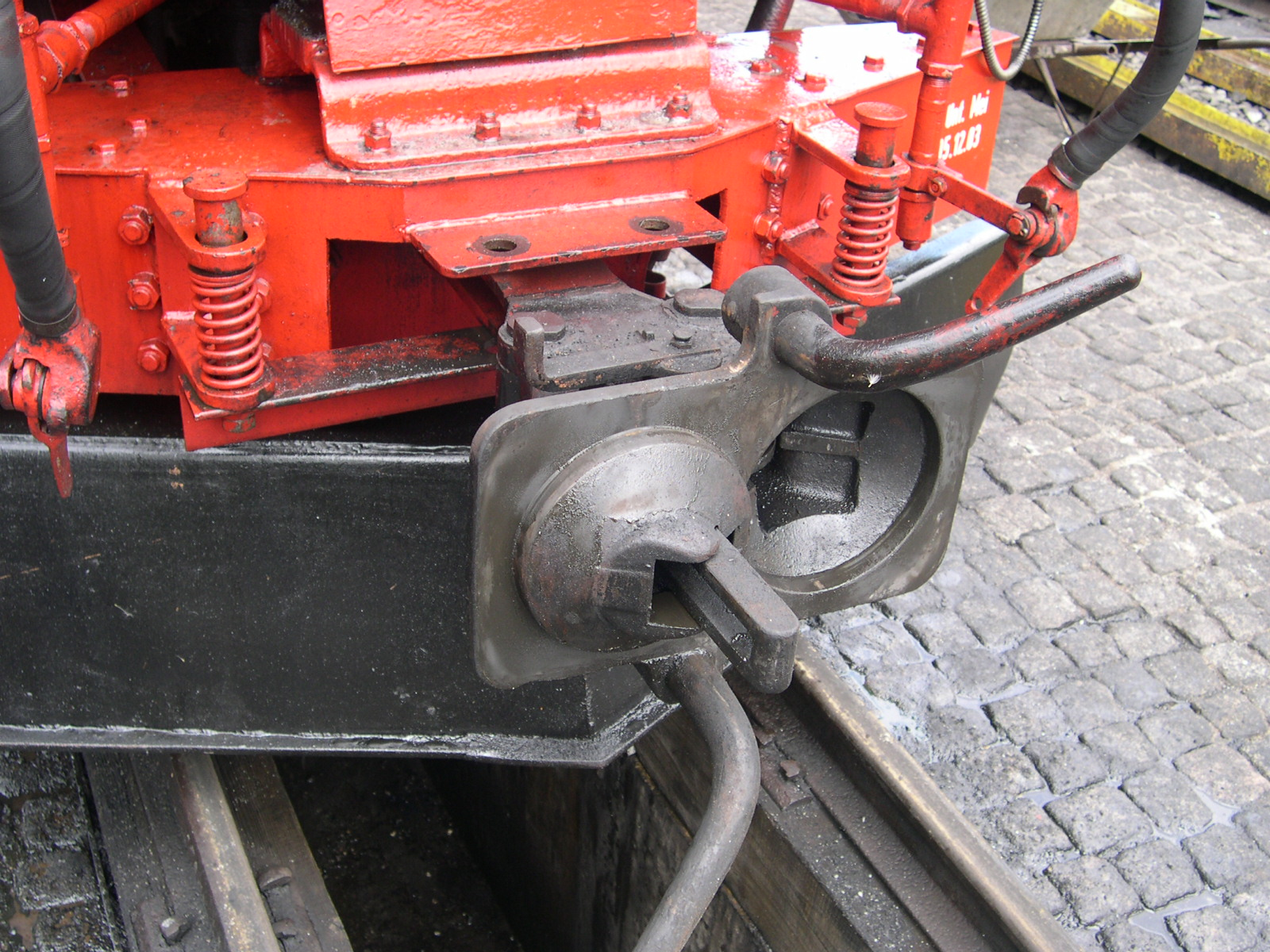
In den 1920er Jahren wurde die Scharfenbergkupplung auf der Weißeritztalbahn erprobt

Wegen ihrer Nähe zu Dresden als Verwaltungssitz der Königlich Sächsischen Staatseisenbahnen sowie ihres Nachfolgers Reichsbahndirektion Dresden und ihres Streckenprofils diente die Weißeritztalbahn meist als Versuchsstrecke:
- 1885 kamen zwei Lokomotiven des englischen Herstellers Hawthorn zur Weißeritztalbahn, die später in die Gattung II K eingeordnet wurden. Sie waren als leistungsstärkerer Nachfolger für die vergleichsweise leistungsschwachen I K konzipiert. Sie bewährten sich aufgrund ihrer hohen Dienstmasse und der ungünstigen Führerhausgestaltung nicht.
- 1912 wurde auf der Weißeritztalbahn ein Zug mit der neuartigen Saugluftbremse Bauart Körting erprobt. Da sich das System bewährte, begann im Herbst 1913 zunächst die Umrüstung der Fahrzeuge der Weißeritztalbahn. Ab 1914 wurde die Saugluftbremse auf den sächsischen Schmalspurbahnen allgemein eingeführt,[64] wenngleich auf zahlreichen Strecken bis zu ihrer Einstellung allein die Heberleinbremse im Einsatz blieb.
- 1922 wurden zwei Wagen versuchsweise mit einer einfachen Bauform der Scharfenbergkupplung versehen. Im Juli 1925 wurden die Wagen gemeinsam mit der ebenso umgebauten IV K 99 597 auf der Verkehrsausstellung in München präsentiert. Um 1927 verkehrte ein kompletter Zug mit der neuen Kupplung. Da sich das System bewährte, wurden ab 1927 alle neu gebauten Wagen bereits mit der neuen Scharfenbergkupplung ausgeliefert.[65]
- Vom 15. September bis 20. Oktober 1947 erprobte das Unternehmen Orenstein & Koppel aus Potsdam-Babelsberg die vierfachgekuppelte Schlepptenderlokomotive ГР 001 (GR 001). Die Lokomotiven dieses Typs waren für den Einsatz auf den zahlreichen Waldbahnen in der Sowjetunion vorgesehen. Die Probelokomotive verblieb später als 99 1401 im Bestand der Deutschen Reichsbahn. Sie kam auf der Strecke Glöwen–Havelberg zum Einsatz. Die Sowjetunion erhielt bis 1954 insgesamt 427 Lokomotiven als Reparationsleistung.
- Am 19. August 1952 absolvierte die Neubaulokomotive 99 771 auf der Weißeritztalbahn ihre erste Probefahrt. Bis 1956 wurden insgesamt 24 Lokomotiven dieser Bauart für die sächsischen Schmalspurbahnen und die Schmalspurbahn Wernshausen–Trusetal in Thüringen gebaut.
- In den 1950er Jahren fanden Leistungsmessungen an Lokomotiven der Gattung IV K statt, um Vergleichsdaten für eine neu zu beschaffende Diesellokomotive zu erhalten. Ein avisierter Probeeinsatz der tschechoslowakischen Reihe T 47.0 musste aus technischen Gründen abgesagt werden. Die tschechoslowakische Lokomotive konnte die engen 50-Meter-Radien auf der Weißeritztalbahn nicht durchlaufen.[66]
- Im Mai 1962 gab es Probefahrten mit den neu entwickelten Streckendiesellokomotiven V 36 4801 und 4802.[67] Wegen technischer Mängel blieb es bei den beiden Probelokomotiven, die nie planmäßig eingesetzt und später verschrottet wurden.
- Im Jahr 1992 verkehrte auf der Weißeritztalbahn erstmals ein Zugverband mit KE-Druckluftbremse. Wenig später wurde sie auf den verbliebenen sächsischen Schmalspurbahnen allgemein eingeführt.

## IG Weißeritztalbahn
Die „Interessengemeinschaft Weißeritztalbahn e. V.“ ist ein gemeinnütziger Verein von Eisenbahnfreunden. Gegründet wurde er 1978 als „Arbeitsgemeinschaft 3/67“ des Deutschen Modelleisenbahn-Verbandes (DMV). In den ersten Jahren unterstützte der Verein mit freiwilligen Arbeitseinsätzen die Bahnmeisterei bei der Gleiserneuerung, später widmete er sich der Erhaltung der Bahnhofsgebäude. Ein wichtiges Ergebnis der Vereinsarbeit war der ab 1980 für viele Jahre eingesetzte Salonwagen, der aus einem ausgemusterten Einheitsreisezugwagen entstand.
Nach dem Hochwasser 2002 kämpfte der Verein mit vielfältigen Aktionen für den Erhalt und Wiederaufbau der Weißeritztalbahn. So wurde eine Spendensammlung initiiert, um zumindest einige Teilabschnitte des zerstörten Gleises wieder aufbauen zu können. Zwischen 2003 und 2006 organisierte der Verein auf dem wieder hergerichteten Abschnitt zwischen Seifersdorf und Dippoldiswalde Sonderfahrten.
In jüngerer Zeit baute die IG Weißeritztalbahn den Einheitswagen 970-443 aus einem ausgemusterten Bahndienstwagen wieder auf. Er wurde dabei innen in den Lieferzustand von 1928 zurückversetzt. Seit Juni 2022 kommt der Wagen gelegentlich in den planmäßigen Zügen der SDG zum Einsatz.
Die IG Weißeritztalbahn hat ihren Vereinssitz im Empfangsgebäude des Bahnhofes Freital-Hainsberg, wo sie eine Fahrkartenagentur betreibt.

## Film
- SWR: Eisenbahn-Romantik – Die Weißeritztalbahn (Folge 224)